# 2019年逃犯及刑事事宜相互法律協助法例（修訂）條例草案
《2019年逃犯及刑事事宜相互法律協助法例（修訂）條例草案》（英語：Fugitive Offenders and Mutual Legal Assistance in Criminal Matters Legislation (Amendment) Bill 2019），民間及媒體報導俗稱「逃犯條例」、「引渡條例」、「送中條例」等，是香港特別行政區政府提交香港立法會審議的一法律草案，以向中国内地、澳門和臺灣等司法管轄區移交嫌疑人和進行法律協助。本條例的修訂是反對逃犯條例修訂草案運動爆發的導火線。
此提案源於潘曉穎命案，由中共中央紀委倡議、香港行政長官林鄭月娥推動，林鄭月娥聲稱制定该条例的初衷是为了填补香港法律的缺陷和漏洞，并得到中央人民政府理解、尊重和支持，惟此草案在香港社會被認為會削弱香港在一國兩制下作為獨立司法管轄區的地位而備受爭議，國際社會及媒体对相关条例的关注和评价使得本次修例发酵成為受全球关注事件。大量市民在6月9日遊行抗議後，政府仍決定在6月12日將條例草案提交立法會進行二讀，警方與包圍立法會大樓阻止條例二讀的示威者因此發生嚴重警民衝突，亦由此產生撤回修例、成立獨立調查委員會、釋放示威者、實施雙普選及林鄭月娥下台的「五大訴求」，由於政府方面拒絕回應，示威逐漸演變為多次爆發警民衝突的暴力場面，警方在元朗襲擊事件及對連串示威的處理手法也引發更多爭議，中國內地的官方媒體亦作出評論，使社会不同意见群体的严重对立，導致泛民主派及本土派為首的社会矛盾，使得香港多个行业被波及，林鄭月娥的民望及特區政府的公信力也嚴重受損，民生经济亦受到損害。
2019年9月4日下午，林鄭月娥在徵得中共中央總書記習近平批准後，宣布將在立法會在10月復會後動議撤回條例修訂草案，但示威的焦點已經落在追究警方的武力使用和實施雙普選的議題上，由条例修订而引發的争端并未成功得到平息。10月23日，香港立法會召開大會，會議中保安局局長李家超提出動議，恢復二讀辯論《逃犯條例》修訂，並就此正式宣佈撤回修例。

## 背景

### 法律背景
1858年，《天津條約》第21款規定香港殖民地政府須將逃到香港的中國犯人送至大清。1889年，香港殖民地政府訂立《華人引渡條例》，規定過往12個月中未在香港殖民地住滿6個月的中國籍犯人，可經裁判法院審訊後引渡到大清；亦訂立《改訂香港提犯章程》作為港英政府和清政府互相引渡的具體安排。中華民國外交部曾据此條例向香港殖民地政府提出过引渡要求。《華人引渡條例》最後一次被引用是於1930年，後因其根據的《天津條約》被認為是不平等條約，而一直被中國政府拒絕援引。香港回歸后，英治时期的《華人引渡條例》因為不符合基本法，而被全國人大常委會决定不採用為香港特別行政區法律。
1987年，香港特別行政區基本法諮詢委員會法律專責小組提交報告，建議大陸和香港特別行政區之間的法院管轄應以屬地原則處理，指出：「如犯罪者，不論是香港居民還是内地公民，在香港作出犯罪行為，便應在香港受香港刑法檢控和審判；如犯罪行為在内地發生，犯罪者，不論是香港居民還是内地公民，須在内地受内地刑法檢控和審判。」小組成員之一李柱銘，在1998年立法會會議中，重申香港特區政府應堅持屬地原則，「違法行為必須在犯事地區的法院審訊，及逃犯須移交到犯事地區處理」，並指中國大陸和香港的移交疑犯問題是「必須盡快解決的重要課題」。英國對在全球任何地方干犯謀殺的英國公民有司法管轄權，但香港未有跟隨。香港由於履行國際公約，而對若干項控罪有域外法權，例如向公職人員提供利益罪（《聯合國反腐敗公約》），而違反《刑事罪行(酷刑)條例》（《禁止酷刑和其他殘忍、不人道或有辱人格的待遇或處罰公約》）和《應受國際保護人員及劫持人質條例》（《關於防止和懲處侵害應受國際保護人員包括外交代表的罪行的公約》和《反對劫持人質國際公約》）所訂罪行者，不論其國籍和犯案地點，都可以在香港審理。
根據英國外交部解密檔案，英國在1992年為香港制訂引渡協議及現行《逃犯條例》時，強調「只與司法制度、刑罰制度、人權狀況達標的政府建立引渡關係」，即使香港主權移交至中华人民共和國后，此等必要人權標準仍然適用。英方立法原意並不視沒有訂立引渡協議為「漏洞」，有研究認為這表示了英方憂慮引渡及不信任中华人民共和国。此外，中方在1988年亦向英方承認引渡等法律未發展完善，建議實施初期只限於民事和商貿合作方面。2000年，中华人民共和国引渡法生效前夕，英方關切港府试图與内地达成引渡协议一事。英国外交大臣国会报告，期望任何结果應完全符合《香港基本法》和香港司法程序；已向中国大陸當局和香港特区政府表明观点，即任何安排必须使得所有有关人士都能接受。英国国会对于此敏感争议，建议外交部应鼓励引渡協議双方确保任何协议都有适当的保障措施，防止人权受到侵犯。
自香港回归后，香港和中国大陸警方曾經互有通报在各自司法管轄區受到强制措施的陆港居民情况。大陆警方应港府请求，于境内通缉抓捕嫌疑人，并以驅逐出境方式向香港警方移交了约170名嫌疑人。香港較少向大陆移交嫌疑人，例子有2008年持美國綠卡之前八九學運領袖周勇軍，被港方驅逐出境至深圳。
2019年6月4日六四事件三十週年當日，英國人權組織香港觀察（Hong Kong Watch）創會成員、曾在香港主權移交前夕擔任英國外交大臣的聶偉敬在《南華早報》發表評論文章，指出《逃犯條例》修訂是違反《中英聯合聲明》的承諾。他亦表明當年中英談判時雙方代表皆有意識地在中港兩地法制之間建立鴻溝，強調法例是提供了防火牆，而不是存有「漏洞」。

### 臺灣命案
2018年2月17日，臺灣發生潘曉穎命案。受害者潘曉穎與疑犯陳同佳均為香港人，兩人以情侶關係在臺灣旅遊。案發當日，他們在酒店因女方懷有第三者胎兒而爭執，男方勒斃女方後，將屍體裝入行李篋並棄置在臺北捷運竹圍站周邊草叢。其後，陳同佳獨自返回香港，而受害者的親戚因聯繫不到潘曉穎，而向香港警方報案。
香港警方調查發現，陳同佳返港後曾用女方提款卡提取現金。同年三月，警方以涉嫌盜竊罪拘捕陳同佳，香港以洗黑錢罪名控告陳同佳。陳同佳在盤問中承認殺害女友及棄屍。
命案發生後，士林地檢署先後在2018年3月、4月及7月透過陸委會向港府提出司法互助請求，告知已掌握關鍵證據及情報，希望與港府協商如何處理陳同佳案，但陸委會在2019年4月指出港府不但從未回應台方提出的司法互助請求，也拒絕進行會商。
由於香港與臺灣並無司法互助安排或移交逃犯協議，而且現有《逃犯條例》和《刑事事宜相互法律協助條例》不適用於香港與「中華人民共和國其他部分」（中華民國政府統治之臺澎金馬被香港特区《释义及通则条例》視為中华人民共和国範圍）之間的移交逃犯及相互法律協助要求，因此香港政府無法以相關條款引渡疑犯陳同佳至臺灣受審。然而有政黨提出以「日落條款」方式修訂《逃犯條例》，只針對處理台灣殺人案，行政長官林鄭月娥表示，有關建議並不可行，政府不會接受。此外，該案件是發生在香港以外之地方，律政司無法以謀殺罪或誤殺罪控告疑犯，只以盜竊罪及洗黑錢罪檢控。雖然根据林郑宣稱；香港對謀殺案沒有域外司法管轄權，但英国案例法一直存在对本国人在外地受刑事侵害具司法管辖权，此外，根據香港的《刑事罪行條例》第153P條，香港永久居民在境外性侵犯兒童，例如嫖雛妓和非禮兒童，可在香港被起訴。2007年，一鋼琴教師因在廣州非禮未成年學生，而在香港被判監4年。2011年，一孤兒院創辦人因在雲南非禮及與未成年院友性交，而在香港被判監8年。
2019年2月13日，香港政府宣布提交修訂《逃犯條例》及《刑事事宜相互法律協助條例》的草案，坊間一般通稱為逃犯條例修訂。

## 內容
該條例草案旨在修訂《逃犯條例》，以使凡香港與任何其他地方就一般性質的移交安排所沒有涵蓋的特定情況作出特別移交安排，該條例即適用於有關安排；訂定就特別移交安排而言，由香港作出的移交所涵蓋的罪行範圍，限於37項現時適用於一般性質的移交安排的罪行（僅以該等罪行於該條例中現有的描述為基礎）；以及訂定按照屬訂明安排的移交安排認證的文件，須當作已妥為認證；修訂《刑事事宜相互法律協助條例》，以使該條例適用於香港與任何其他地方之間的協助請求；以及訂定以下事項：協助請求如關乎香港與任何其他地方雙方之間所作出，並屬訂明安排的相互法律協助安排所涵蓋的刑事事宜，只可依據該等安排提出。

### 修訂《逃犯條例》
現時——
(a) 任何移交逃犯安排（移交安排），如非香港與中國其他部分作出者，均可根據《逃犯條例》予以執行；
(b) 為執行該等安排，必需由行政長官會同行政會議根據《逃犯條例》第3條作出命令（第3條命令），以使《逃犯條例》就該等安排而適用。
草案第3條修訂《逃犯條例》第2(1)條，以區分以下兩類安排：
(a) 一般性質的移交安排——就該等安排而言，關乎中國其他部分的例外情況予以保留（見經修訂的移交逃犯安排的定義）；
(b) 關乎藉任何現正生效的第3條命令實施的一般性質的移交安排所沒有涵蓋的特定情況的移交安排——就該等安排而言，關乎中國其他部分的例外情況予以取消（見新訂特別移交安排的定義）。
| 現行條例第2(1)條節錄 | 修訂后會在該條下按筆划數順序加入以下法條 |
| --- | --- |
| 移交逃犯安排（arrangements for the surrender of fugitive offenders）指符合以下規定的安排— (a) 適用於— (ⅰ) 香港政府及香港以外地方（中華人民共和國或其任何部分除外）的政府；或 (ⅱ) 香港及香港以外地方（中華人民共和國或其任何部分除外）；並且 (b) 是為移交因涉及違反香港或該地方的法律的某些罪行而被追緝以作檢控、判刑或強制執行判刑的人而作出的； | 特別移交安排（special surrender arrangements）指符合以下規定的安排—— (a) 該等安排適用於—— (ⅰ) 香港政府及香港以外地方的政府；或 (ⅱ) 香港及香港以外地方；及 (b) 作出該等安排，是為了在特定情況下，移交因涉及有關罪行而被追緝以作檢控、判刑或強制執行判刑的一名或多於一名特定人士；而有關罪行是指符合以下兩項者—— (ⅰ) 屬違反香港或該地方的法律的罪行；及 (ⅱ) 不屬以下情況的罪行：就該罪行而言，本條例中的程序憑藉根據第3(1)條作出而現正生效的命令適用於香港及該地方。 |

第2(1)條除此以外有其他語句上修改。
草案第4條在《逃犯條例》中加入新訂第3A條，以訂定機制，使《逃犯條例》就特別移交安排適用，而無需作出第3條命令或其他附屬法例。就此等情況而言，由香港作出的移交所涵蓋的罪行範圍，限於只納入《逃犯條例》附表1中37項（而豁除其他9項）現時所描述的罪行。納入該等罪行僅以其現有的描述為基礎，而當中4項進一步受到限制：在其關乎上述9項被豁除項目的範圍內，予以豁除。此外，有關罪行須屬可循公訴程序審訊，並可就其判處超過3年的監禁或任何較重的懲罰者。另一方面，就一般性質的移交安排而言，透過第3條命令以使《逃犯條例》適用的現有制度（包括涵蓋的罪行），並無改變。
在第3條后加入新的第3A條如下：
| 3A. 移交逃犯的特別安排 (1) 如已有就某人作出的特別移交安排，則就該人而言，本條例中的程序適用於香港及該等安排所涉及的香港以外地方，而如該等安排載有任何條文，以在該等程序之上，進一步限制可移交該人的情況，則該等程序適用時須受該條文所規限。 (2) 在符合第 (3) 款的規定下，如由行政長官發出或根據行政長官的權限發出的證明書（證明書﹚述明以下事項，則證明書是該等事項的確證—— (a) 已有就某人作出的特別移交安排；及(b) 就該人而言，本條例中的程序適用於該等安排所涉及的香港以外地方，以及（如適用的話﹚該等安排載有條文，以在該等程序之上，進一步限制可移交該人的情況，而該等程序適用時須受該等條文所規限。 (3) 證明書須附有所提述的特別移交安排的文本。 (4) 凡就特別移交安排斷定某罪行是否有關罪行——(a) 第 (5) 款取代第 2(2) 條而適用；及(b)第2(3)條適用，猶如當中提述“第(2)款”之處，是提述“第3A(5)條”一樣。 (5) 就本條例而言，如屬以下情況，則任何人所犯的違反訂明地方的法律的罪行，即屬違反該法律的有關罪行—— (a) 根據該法律，可就該項罪行判處超過 3 年的監禁或任何較重的懲罰；及 (b) 有關方面就該人的某行為而尋求移交該人到該地方，而假使該行為是在香港發生的話，構成該行為的作為或不作為即會構成符合以下說明的罪行—— (ⅰ) 屬指明的附表 1 罪行； (ⅱ) 在香港可循公訴程序審訊；及 (ⅲ) 在香港可就其判處超過 3 年的監禁或任何較重的懲罰。 (6) 在第(5)款中——指明的附表1罪行（specified Schedule 1 offence）指屬附表1指明的任何類別的罪行，但以下罪行除外—— (a) 該附表第 10、11、12、14、21、27、35、36或 40 項所描述的罪行；或 (b) 該附表第 41、42、45 或 46 項所描述的罪行（僅限於該項關乎(a)段所述的罪行時）。 |

所謂附表一的罪行涵蓋以下（于第3A(6)條明訂豁免的9項罪行用黑體標出），需要注意的是，香港現時簽訂的長期移交協定中，並非全部涵蓋《逃犯條例》下的46項罪類。例如和芬蘭的協定涵蓋21項罪類；加拿大是27項；荷蘭是30項；澳洲是31項；德國是46項。附表1本身還有其他標號改動。
| 1. 謀殺或誤殺（包括刑事疏忽導致死亡）；構成罪行的殺人；意圖謀殺而襲擊。 2. 協助、敎唆、慫使或促致他人自殺。 3. 惡意傷人；殘害他人；使人受到嚴重或實際身體傷害；襲擊致造成實際身體傷害；威脅殺人；不論是以武器、危險物或其他方式蓄意或罔顧後果地危及生命；與不法傷害或損害有關的罪行。 4. 性罪行（包括強姦）；性侵犯；猥褻侵犯；對兒童作出不法的性方面的作為；法定的性罪行 5. 對兒童、有精神缺陷或不省人事的人作出嚴重猥褻行為。 6. 綁架；拐帶；非法禁錮；非法關禁；買賣或販運奴隸或其他人；劫持人質。 7. 刑事恐嚇。 8. 與危險藥物（包括麻醉藥、精神病科藥品，以及在非法製造麻醉藥及精神病科藥物時所用的先質及必需的化學品）有關的法律所訂的罪行；與販毒得益有關的罪行。 9. 以欺騙手段取得財產或金錢利益；盜竊；搶劫；入屋犯法（包括破啟及進入）；盜用公款；勒索；敲詐；非法處理或收受財產；偽造帳目；與涉及欺詐的財產或財務事宜有關的任何其他罪行；與非法剝奪財產有關的法律所訂的任何罪行。 10. 破產法或破產淸盤法所訂的罪行。 11. 與公司有關的法律所訂的罪行（包括由高級人員、董事及發起人所犯的罪行）。 12. 與證券及期貨交易有關的罪行。 13. 與偽製有關的罪行；與偽造或使用偽造物件有關的法律所訂的罪行。 14. 與保護知識產權、版權、專利權或商標有關的法律所訂的罪行。 15. 與賄賂、貪污、秘密佣金及違反信託義務有關的法律所訂的罪行。 16. 偽證及唆使他人作偽證。 17. 與妨礙或阻礙司法公正有關的罪行。 18. 縱火；刑事損壞或損害（包括與電腦數據有關的損害）。 19. 與火器有關的法律所訂的罪行。 20. 與爆炸品有關的法律所訂的罪行。 21. 與環境污染或保障公眾衛生有關的法律所訂的罪行。 22. 叛變或於海上的船隻上所犯的任何叛變性的作為。 23. 牽涉船舶或飛機的海盜行為。 24. 非法扣押或控制飛機或其他運輸工具。 25. 危害種族或直接和公開煽惑他人進行危害種族。 26. 方便或容許任何人從羈押中逃走。 27. 與控制任何種類貨物的進出口或國際性資金移轉有關的法律所訂的罪行。 28. 走私；與違禁品（包括歷史及考古文物）的進出口有關的法律所訂的罪行。 29. 關乎出入境事宜的罪行（包括以欺詐方式取得或使用護照或簽證）。 30. 為了經濟收益而安排或方便任何人非法進入某司法管轄區。 31. 與賭博或獎券活動有關的罪行。 32. 與非法終止懷孕有關的罪行。 33. 拐帶、遺棄、扔棄或非法羈留兒童；涉及利用兒童的任何其他罪行。 34. 與賣淫及供賣淫用的處所有關的法律所訂的罪行。 35. 涉及非法使用電腦的罪行。 36. 與財政事宜、課稅或關稅有關的罪行。 37. 與從羈押中非法逃走有關的罪行；監獄叛亂。 38. 重婚。 39. 與婦女及女童有關的罪行。 40. 與虛假或有誤導成分的商品說明有關的法律所訂的罪行。 41. 與管有或淸洗從觸犯本附表所述任何罪行所獲的得益有關的罪行。 42. 阻止逮捕或檢控曾犯或相信曾犯本附表所述罪行的人。 43. 任何人可因其而根據多邊國際公約被移交的罪行；由國際組織的決定所訂定的罪行。 44. 串謀犯欺詐罪或串謀詐騙。 45. 串謀犯或以任何種類的組織犯本附表所述的任何罪行。 46. 協助、敎唆、慫使或促致他人犯本附表所述的罪行，或（作為犯本附表所述罪行的事實之前或之後的從犯）煽惑他人犯本附表所述的罪行，或企圖犯本附表所述的罪行。 |

草案第5條修訂《逃犯條例》第10(4)條，以使該條既適用於一般性質的移交安排，亦適用於特別移交安排。
| 現行條例第10（4）條 | 修訂后的該條 |
| --- | --- |
| 負責交付拘押的法院就該名被逮捕的人行使第(3)款所授予的權力時，須顧及在訂明安排的條款中為該目的而指明的限期（如有的話），而— (a) 該等訂明安排的條款是在根據第3(1)條就該等安排而作出的命令內敍述或載錄的；及 (b) 就該人作出的移交要求是依據該等訂明安排而提出的。 | 負責交付拘押的法院就該名被逮捕的人行使第(3)款所授予的權力時，須顧及就該人提出的移交要求所依據的訂明安排的條款中，為該目的而指明的限期 ( 如有的話 )。 |

草案第6條在《逃犯條例》第23條中加入新訂第(2A)款，以訂定按照《逃犯條例》第2(1)條所界定的 “訂明安排” 認證的文件，就根據《逃犯條例》提起的任何法律程序而言，須當作已妥為認證。
現行條例第23(2)條：
| 如任何支持文件或其他文件— (a) 看來是由發出該文件的訂明地方的法官、裁判官或人員所簽署的；及 (b) 看來是由該地方的主管當局蓋上正式印鑑的，即須當作已妥為認證。 |

修訂后會在該條之後加入新的第23(2A)條如下：
| 此外，任何支持文件或其他文件，如看來是按有關訂明安排所訂的方式而簽署、核證、蓋印或以其他方法認證的，即須當作已妥為認證。 |

### 修訂《刑事互助條例》
現時，任何相互法律協助的安排，如非香港與中國的任何其他部分作出者，均可根據《刑事互助條例》予以執行。
草案第8條修訂《刑事互助條例》第2(1)條（見經修訂的相互法律協助的安排的定義），而草案第9條則廢除《刑事互助條例》第3(1)條，以取消關乎中國其他部分的例外情況。
| 現行條例第2(1)條有關内容 | 修訂后刪除了排除中華人民共和國的字句如下 |
| --- | --- |
| 相互法律協助的安排（arrangements for mutual legal assistance）指 —— (a) 適用於 —— (ⅰ) 香港政府與香港以外地方的政府（中央人民政府或中華人民共和國的任何其他部分的政府除外）的安排；或 (ⅱ) 香港與香港以外地方（中華人民共和國的任何其他部分除外）的安排；及（由1999年第71號第3條修訂） | 相互法律協助的安排指 —— (a) 適用於 —— (ⅰ) 香港政府與香港以外地方的政府的安排；或 (ⅱ)香港與香港以外地方的安排；及（由1999年第71號第3條修訂） |

廢除的第3(1)條：
| 本條例不適用於香港與中華人民共和國的任何其他部分之間在刑事事宜上的協助的提供或取得。（由1999年第71號第3條修訂） |

草案第10條在《刑事互助條例》第8條中加入新訂第(3)款，以訂定以下事項：如某刑事事宜是雙邊相互法律協助的安排（屬《刑事互助條例》第2(1)條所界定的“訂明安排”者）所涵蓋的，則關乎該事宜的協助請求，只可依據該等安排提出。
在第8(2)條以後加入的第8(3)條：
| 如—— (a) 由香港以外某地方根據第 (1) 款提出的請求，關乎某刑事事宜，而就該刑事事宜而言，本條例憑藉根據第 4(1) 條作出的有效命令，適用於香港與該地方之間；及 (b) 有關訂明安排，是由香港與該地方雙方之間作出的相互法律協助的安排，則該項請求只可依據有關訂明安排而提出。 |

### 八不移交
根据立法會保安事務委員會于5月31日的討論文件，法案在附件一“《逃犯條例》的人權及程序保障”中列举了八不移交条目。
| 1. 不符合“双重犯罪”原则，不移交。 2. 一罪不得两审。禁止控方在某人已经被判定无罪或被定罪的情况下，以同一罪行再次检控该人。 3. 政治罪行不移交。关乎政治性质的请求，不移交。 4. 基于政治等其他动机的请求，不移交。涉及因政治意见、国籍、种族、宗教而蒙受不利或被检控/惩罚者的请求，不移交。 5. 死刑不移交。 6. 不能增加移交命令以外的控罪，否则不予移交。 7. 已移交人士不可再被移交至第三方。 8. 缺席情況下被定罪，不移交。 |

#### 补充
在同一文件的附件二中补充或强调两个不移交：
1. 如移交要求涉及的刑事罪行並非發生於請求移交國境內，而根據被請求移交國的法律，後者對這種刑事罪行並無域外管轄權，則可不作移交。
2. 基於人道主義因素，如被要求移交者的年齡、健康和其他個人情況，可考慮不移交。

## 前期公眾諮詢
2019年2月14日至3月4日，保安局就草案展開為期20日的公眾諮詢。據保安局稱，共接獲約4,500份書面意見，當中約3,000份表示支持，約1,400份不同意，其餘的只表達意見或提出其他方案 。公衆的支持理據為，認爲該草案可以填補法律漏洞、不希望香港成爲“逃犯天堂”。而反對意見主要集中在不信任内地司法制度、認爲可供移交的罪行涵蓋太廣。
建制派议员在保安局提出修例建议后积极呼应。保安局前局长、新民党议员叶刘淑仪認為，修例是明智之举，倘若失败，是鼓励港人在大陆、澳门及台湾犯事后潜逃香港。对于其他议员的疑虑，叶刘称此次修例仅是更改法例适用地区，原有的人权保证并无改变，即牵涉政治宗教等个案不移交，相信香港社会的高透明度不会轻易将政治犯移交内地。港区全国人大常委谭耀宗表示，使凶犯逍遥法外不公道，修例能较全面的解决现有司法困境；他亦强调，现时法例规定是否引渡由香港法庭把关，应对香港司法制度有信心。
2019年3月底，在商界压力下，香港特区政府让步，选择性地从提议中取消了9项可移交的经济犯罪，導致原有移交目的地不能引渡此9項控罪之被告。此招致了一些激烈的批評，如泛民議員毛孟靜稱，「為何可以只是因為你想安撫某個社團，就如此區別對待法律呢？」，並批評這種行為「令人作嘔」。
民主派议员从草案提出后就积极反对。泛民的楊岳橋建议政府单独放宽对台湾的引渡限制，并称在这一问题上，港人不信任大陆司法制度。民主党主席胡志伟更以“吴三桂”炮轰特首林郑月娥，认为他向大陆开后门破坏法制；同党议员涂谨申担忧港府滥用条例，发生类似铜锣湾书店事件导致港人被送交内地；同党元老李柱铭在报章撰文指，特区政府无理由放弃原则，让内地可以名正言顺提出移交逃犯的要求。民主派召集人毛孟静则忧心这成为一只特洛伊木马，斥责中国共产党让在香港的人士都陷入可能被引渡的危机。自由党荣誉主席田北俊在出席电视节目时表示，商界对于修例担忧。因草案内容包含数项商业罪名，同时得知该法例通过后会设置追溯期，令到商界担忧过去十数甚至廿几年的罪案。他指出，商界人士不会涉及危害国家主权情事，所以对于逃犯条例“紧张过廿三条”。
香港大律师公会主席戴启思在接受电台访问时表示，单次移交方式在引渡中属于非常例外，且仅限于与有可能达成长期引渡协定的地区，在尚未有该等协议之时，暫時单次移交的安排。他同时指出，港府所谓的司法漏洞并不存在，因为这是该条例修订时就已经考虑到的特殊安排，而不是存于法条文本的漏洞。大律师公会亦于3月4日发布了意见书。书中指出港府使用行政命令形式取代现有立法会监督，恐降低引渡中的保障，令人面临受到包括极权或专制国家在内的引渡指控；该草案有广泛深刻影响，或者有损香港作为自由、安全城市的法制声誉。但公会强调，他们明显不希望香港成为来自任何地方的逃犯的庇护所；而在1997年修订的逃犯条例和刑事互助条例有充足理由排除中华人民共和国的其他部分。进一步的，如果港府有可供证明的证据表明现时中国的其他部分满足了可供签订引渡和刑事互助协定的司法体系要求，就应当考虑与这些司法管辖区订立有关协定，而不是单次移交安排。同时，公会亦强调了现时香港社会对此案和国际社会对于中国大陸人权纪录的严重关切。此等移交安排不会真正的保障个人和罪犯所享有的最低权利，只能损害港府之国际形象。意见书同时表达了对于嫌犯移交内地、移除立法会对单次移交监督、港府担忧案情走漏、延迟立法会审查程序、只针对台湾修法、修法容许法庭的域外审判权利诸事项的意见。
對於以上所列意見建議，保安局做出了部分回應。首先，從咨詢所收集意見可見，支持的較反對為多，因可加強制度，堵塞漏洞。其次，對於罪類涵蓋太廣的擔憂，尤其是涉及與内地有商業聯係的人，政府在草案中主動剔除了9項商業有關罪類；行政機關與法庭在處理逃犯移交請求時，會恪守“雙重犯罪”之原則和條例關於個人權利之保障（詳見第3A條）。如有需要，政府亦會考慮加入更多保障或條件。最後，對於關注個案方式是否取代長期移交逃犯移交協定或現行安排。對此，他們強調，個案方式移交只是長期安排之補充，只有在沒有適用的有關安排時才會用使用，“香港政府的首要政策目標，仍是爭取與其他地方訂立打擊罪案的長期安排”。

## 替代方案
2019年3月，大律師公會建議修訂《刑事司法管轄權條例》及《侵害人身罪條例》，擴展香港刑事法庭的管轄範圍，至香港永久居民在境外殺人，容許在香港調查及審訊外地殺人案的疑犯。4月，陳雲提倡「港捕港審」，在香港成立中港合議庭審理所有在港被捕人士案件。田北辰及陳弘毅倡議「港人港審」，並先與臺灣簽訂單次協議處理潘曉穎命案。楊岳橋亦建議修改《侵害人身罪條例》，仿傚港人在外地性侵犯兒童可在香港審判，令如港人在境外涉嫌干犯謀殺罪或誤殺罪，亦可在香港審判。尹兆堅則建議修訂《刑事司法管轄權條例》，以達致同樣目標。香港律師會贊成修訂《刑事司法管轄權條例》，納入謀殺和誤殺，並引入追溯條款，擴大香港法庭便域外司法權，以審理台灣殺人案。
7月18日，張超雄公佈他已提出另一條修訂《逃犯條例》及《刑事事宜相互法律協助條例》的草案，以加入台灣，但同日傍晚，他稱為免運動失焦及造成爭議而撤回草案。

## 修訂條例過程

### 首讀及二讀辯論中止待續
4月3日，草案在立法會大會首讀及展開二讀。保安局局長李家超在給立法會的報告中表示，修例目的是處理去年發生的臺灣殺人案和堵塞現時的法規漏洞。現行法例中以個案方式移交逃犯不可行，立法會審議會驚動逃犯、導致案情外洩。在特區政府和法院的把關下，若不合證據等都不會移交逃犯。在李的報告期間，民主派議員共計11次提出規程問題，提問是否撤回條例、質疑李的發言涉嫌違反基本法等等。同時，議員與立會主席梁君彥多有交涉。惟李本人對均未做出澄清，只是表示會在法案委員會解釋。最後，李在多次打斷下結束報告，主席宣佈議案完成首讀及二度辯論中止待續，交内會決定後續事項。

### 内務委員會成立法案委員會
内會主席李慧琼在4月12日的内務委員會向在座議員作了關於逃犯條例修例的報告。報告指，主席向政務司司長轉達了受害人家屬希望立會儘快修例的期望，司長在回應，當局已經在擬議的草案中豁除9項罪類，重申政府會繼續聆聽社會各界對於該案的意見建議。主席代未能出席此次會議的内務委員會副主席向議員報告：副主席近月收到了各界對於修例的建議關切，他向政務司司長表示希望當局重新考慮是否有其他方案處理臺灣殺人案。毛孟靜在會議上發言，政府未就公衆的諸多疑惑作清楚解釋，亦不滿政府在聽取咨詢后只安排與商界會面。黃碧雲請政府解釋爲何沒有廣泛詳細開展咨詢。林卓廷不認同政務司司長所指之法院審查角色，認爲香港法院只會考慮有否表面證據陳述及支持文件是否完備。主席表示，他會代此三位議員向政務司司長反映。接下來，法律顧問向諸議員作該案簡報，建議設法案委員會詳細審議。隨後，石禮謙議員、張宇人議員、黃定光議員及胡志偉議員認為有需要成立法案委員會，在場議員表示贊同，並有十餘名議員表示加入該法案委員會。

### 法案委員會審議過程

#### 4月17日：第一次會議
逃犯條例委員會召開第一次會議。根據議事規則，委員會主持由年資最高的議員，即民主黨的涂謹申擔任。會議原先的議程為選出委員會主席，泛民主派提出規程問題，要求先行在會上討論。涂謹申開放討論，表示要參考議員意見作出決定。建制派議員則批評泛民主派「拉布」；當中工聯會的郭偉強議員更批評涂謹申「扮垃圾」，質疑他主持會議不力。涂謹申以言論屬冒犯為由，要求郭收回此言論；但郭沒有收回，涂謹申最終逐其出會議廳。最終，歷時兩小時的第一次會議未能選出法案委員會主席。

#### 4月30日：第二次會議
涂謹申繼續擔任主持人並召開第二次會議。會議開始前，涂謹申表示會按《議事規則》主持會議及盡快選出委員會主席。不過會上民主派繼續「拉布」。熱血公民鄭松泰在會議尚餘約30分鐘時，指涂謹申為律師或涉利益衝突，不適合擔任主持。最後在立法會法律顧問建議下暫停會議15分鐘。復會後會議原定時間結束，涂謹申宣布2小時的會議結束，仍未選舉主席。公民黨郭榮鏗一度建議加開會議15分鐘，以進入選舉主席程序，但被涂謹申拒絕。

#### 建制派要求更改會議主持
5月4日，由於法案委員會經兩次會議仍未能選出正、副主席。40名建制派議員聯署提出召開內務委員會特別會議，向法案委員會提出指引改由建制派最資深議員經民聯石禮謙，取代民主黨涂謹申主持法案委員會選舉主席程序。泛民主派批評會議欠法律和議事規則基礎。但內會主席李慧琼認為會議符合議事規則，期間有4名泛民議員被逐離場。最終在泛民議員高聲抗議下，大比數通過發出由石禮謙主持選舉主席的指引。當晚，法案委員會秘書發信書面通知議員，要求在5月6日中午12時前就內會指引表態，又稱倘過半數委員支持採納指引，指引將被視為獲採納，惟前立法局主席黃宏發認為按內會守則條文，書面表決須無人反對方能通過，有人反對則須開會討論。結果有36人同意，24人反對。
5月6日上午，12名民主派議員到立法會秘書長陳維安辦公室等候，要求見面，惟等了45分鐘對方仍未出現，議員們自行離開。當日中午，石禮謙宣布將原定當日下午舉行的修訂《逃犯條例》的法案委員會會議延至5月11日。

#### 5月6日：第三次會議（民主派）
原定當日下午4時半的會議，政府及秘書處未有代表出席，立法會官方亦沒有提供直播。民主派議員認為根據議事規則，以書面形式通過內會指引必須0票反對，因此不承認石禮謙有權主持會議及更改會議時間，堅持在原定時間開會。最終會議在僅有民主派議員出席下推舉出民主黨涂謹申擔任法案委員會主席，公民黨郭榮鏗則擔任副主席。立法會議員、建制派「班長」廖長江批評泛民召開的會議只是「議員的集會」，沒有合法性及合理性，不是正式的立法會會議。涂謹申則堅持他合法當選主席，並稱若下一次會議遭到阻撓可能會報警處理。前立法局主席黃宏發認為涂謹申的做法合憲，因為法案委員會已成立，只是未選出主席，根據議事規則，主持選舉者就是委員會內最資深的議員，也就是涂謹申。前立法會主席曾鈺成則認為內委會指引已經生效，涂謹申無權召開當日會議。前內務委員會主席劉健儀亦認為秘書處已經發出會議改期通知，因此會議無效；但以書面方式「考慮」內會特別會議指引，而非開會討論，或違議事規則。

#### 5月11日：第四次會議（民主派）／第三次會議（建制派）
涂謹申決定於5月11日再次召開會議，會議時間比石禮謙所訂的早30分鐘，而石禮謙表示不會提早開會。5月10日下午起，數名泛民主派議員通宵留守會議室1及2A，以免秘書處阻撓泛民主派開會。
翌日上午8時半，泛民主派在會議室1召開會議。9時正，多名建制派議員進入會議室，護送他們稱獲內委會授權主持會議的石禮謙進入會議室。期間，議員間發生衝突。建制派議員在數分鐘後離開會議室1，一度轉往休息室逗留一個多小時，之後便進入會議室4閉門商討對策。期間，朱凱廸與區諾軒守在會議室4門外，呼喊「非法會議 馬上停止」等口號。
最終，石禮謙與建制派議員在11時45分於會議室2開會。石詢問是否有議員提名主席，表示已接受謝偉俊提名。而大批泛民主派議員進入會議室，提名梁美芬及鍾國斌，以防止自動當選。石禮謙在數分鐘後步出會議室並會見傳媒，指情況危險，所以暫停會議，同日不會再重新召開會議。
會議中的衝突導致多人受傷。泛民主派方面，范國威議員從會議桌墮地，須由救護員送往瑪麗醫院治理，送院時意識朦朧。主持民主派會議的涂謹申報稱身體不適陳志全指自己弄傷頸部。朱凱廸則稱自己在衝突期間，遭謝偉俊從後熊抱，導致左膝擦損。范國威其後報警，要求警方徹查建制派議員懷疑襲擊民主派議員。
至於建制派議員，麥美娟稱自己的右手被壓到，暫時無法用力。陳恆鑌指范國威走上會議席，飛身撲上其肩膀使其受傷，並批評對方「之後受傷又賴其他人」。葛珮帆則指，會議上有人三番四次撲向她，令頸及頭部都感到痛楚。三人在下午前往灣仔警署報警，稱有人襲擊他們。

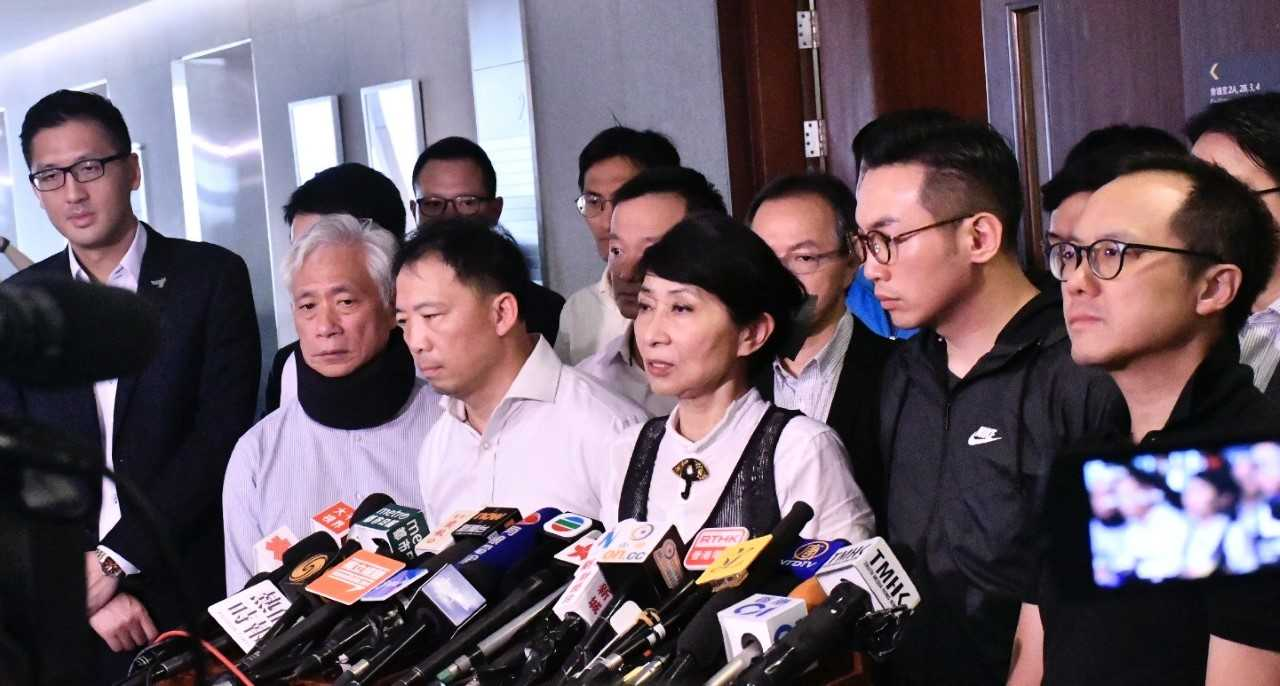
多名民主派立法會議員會見記者。
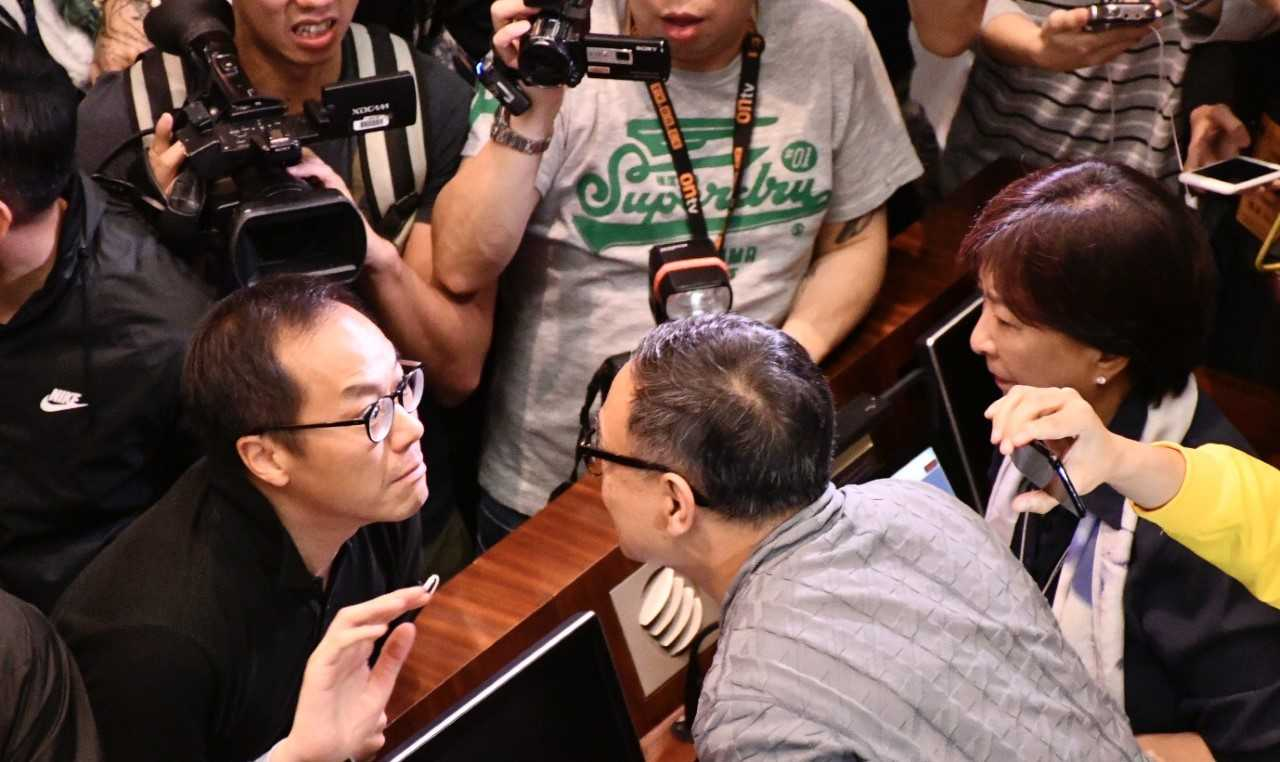
民主派的專業議政梁繼昌（黑衣者）不滿謝偉俊拉扯朱凱迪，雙方對望。
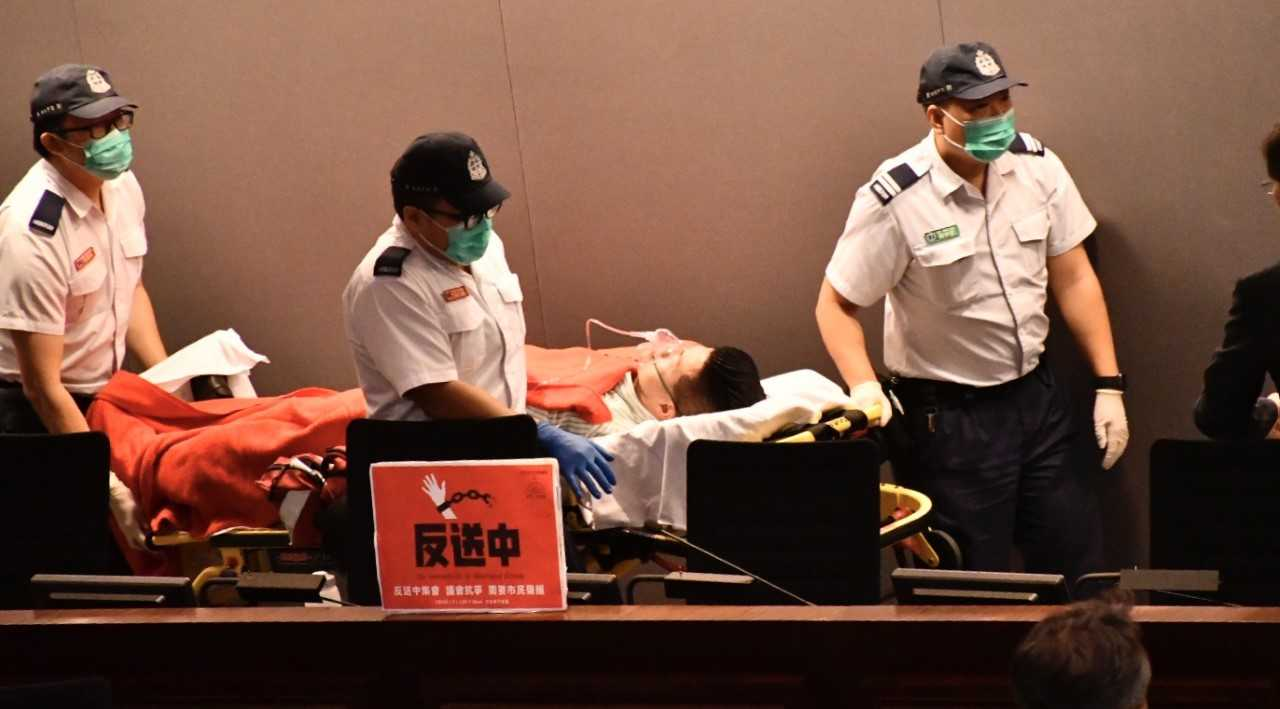
民主派的新同盟范國威混亂中墮地受傷，由救護人員送院治理。

事後7名民主派前議員被控「襲擊、妨礙或騷擾在會議廳範圍內的議員」罪，當中梁耀忠承認當日在立法會1號會議室內襲擊、妨礙或騷擾在會議廳範圍內的議員葛珮帆，被判即時監禁兩星期。而涉襲擊周浩鼎的控罪則獲撤控。

#### 5月14日：第五次會議（民主派）／第四次會議（建制派）
於會議召開前一晚（即5月13日），立法會的會議室被鎖上鐵鏈，令民主派議員無法如同上次會議般提早入內留守。當晚，公民黨譚文豪議員及民主黨許智峯議員在會議室1門外通宵留守霸佔位置。至翌日早上8時，會議室重新開放，民主派議員隨即登上主席台，涂謹申不久後以主席身份，於8時15分召開第五次會議。至會議開始15分鐘後，建制派議員隨即進入會議室，準備出席建制派由石禮謙主持的會議。在大批記者包圍下，石禮謙一直未能進入會議室，更一度折返休息室，最終於12分鐘後再度進場，在會議室走廊宣布建制派會議開始後19秒就以環境惡劣為由宣布結束。而民主派會議則於9時結束，主席涂謹申在其後表達希望與建制派和林鄭月娥進行三方會談。這次會議中，雙方議員並未有如同前一次會議般發生激烈衝突，當石禮謙離場時，建制派議員皆跟隨他的行動，未有與主持會議的民主派議員發生衝突。
在雙方會議皆結束後，石禮謙去信內務委員會主席李慧琼，指他連續召開兩次會議也不能選出主席，故不欲再召開新一次會議。他因而尋求內會為下一步指示作決定，並認為自己無能力繼續主持會議，但傍晚則否認曾經講過不再主持會議。

### 民主派及建制派會面
由於雙方於多次會議後仍維持各自抗衡的局面，為尋求平息風波的機會，兩派別於5月16日早上曾短暫會面20分鐘。建制派派出廖長江、麥美娟、陳克勤及張宇人，而民主派則派出毛孟靜、楊岳橋、胡志偉及梁繼昌會面。在會上，民主派提出兩項條件，包括要求建制派游說政府撤回修例，及承認涂謹申召開的會議是合法，且承認他為合法合憲的法案委員會主席。但建制派並不接受這些條件，廖長江更在會後指民主派只是宣洩立場，難以與對方達成共識。他懷疑民主派並無誠意與他們談話，形容會面「只是一場騷」。
而民主派則在會後表示，對建制派完全無提出新意見感奇怪，並指出他們對是次對話充滿誠意，反駁廖長江的指控。

### 法案委員會被撤銷
在修例引發了社會各界大規模反對下，中华人民共和国中央人民政府駐香港特別行政區聯絡辦公室（中聯辦）及國務院港澳事務辦公室（港澳辦）先後表達對修訂《逃犯條例》的支持，其中香港中聯辦發出緊急通知，召集港區全國人大代表及港區全國政協委員在5月17日到其西環辦公室接收「重要指示」，要求各界全力支持林郑月娥政府，又呼籲「愛國陣營」（指香港建制派）製造支持政府的輿論聲勢，包括在報章賣廣告、撰文、街邊宣傳等。中聯辦主任王志民又言，修例為大国博奕，真正對手是西方勢力。
5月20日，保安局局長李家超正式去信立法會內務委員會主席李慧琼，要求立法會在6月12日就修訂《逃犯條例》恢復二讀。此舉將繞過被指失效的法案委員會並直接提交上大會審理。5月24日下午2時30分，立法會內務委員會召開會議討論該建議。在會議開始前，民主派議員繼續抗議行動，包括於主席台前展示抗議的橫額、在會議廳內叫口號及衝擊主席台等。民主派抗議過程中，毛孟靜、區諾軒及朱凱廸因衝擊主席台、許智峯因阻礙其他議員發言而被驅逐離場。最終，在晚上7時許，「不反對6月12日恢復二讀」及「撤銷成立法案委員會的決定」兩項議案在建制派議員的支持下獲得通過，意味著政府向立法會提出的要求正式落實。但一直反對將修訂直接提交上大會審議的田北辰，則在「恢復二讀」議案中投反對票、在「撤銷法案委員會」議案中離席，是唯一與其餘建制派取態不同的議員。

### 政府再度調整修例內容
5月30日上午，立法會建制派39名議員聯署去信保安局局長李家超，就草案提出兩項建議。第一，提高移交門檻，將可判處最高刑罰由3年增至7年或以上。第二，向香港政府提出引渡要求的國家或地區，必須要由當地的中央機構提出。
結果，政府在建制派議員聯署的同日傍晚，便表示接納他們就修例內容提出的建議，宣布對修例內容作出三方面共六項修訂：
- 縮小「特別移交安排」的適用指控範圍：
  - 政府認為修例原意是針對沒有長期協議的個案式移交，應該只處理特別嚴重的罪行。因此，將移交門檻由原建議可判處最高刑期超過3年，提高至不少於7年。
- 啟動「特別移交安排」時加入更多限制：
  - 針對社會關注逃犯被移交後在審訊中的權利，政府在協定中加入包括無罪假定、公開審訊、有律師代表、盤問證人權利、不能強迫認罪、上訴權等符合一般人權保障的要求。同時，即使法庭提出移交命令，行政長官可用人道或其他理由為最終決定，不作移交。（不會寫入法律，故不可司法覆核人權保障）
  - 請求移交逃犯的一方須保證，該人士所犯的罪行是在有效追訴期内。同時，該方需保證被引渡人士，不是處於可免於起訴和懲罰的狀態，例如被特赦。
- 加強保障疑犯利益：
  - 香港政府應只處理請求移交逃犯的一方的「中央政府」提出的請求。例如香港政府在面對中國內地提出移交要求時，只會處理由中華人民共和國最高人民檢察院提出的移交要求，不處理其他下級機關所提出的要求。同時，在刑事事宜相互法律協助上，包括刑事調查或充公刑事犯罪得益有關的協助要求，香港政府亦只處理由最高人民檢察院或中華人民共和國最高人民法院提出的要求。
  - 被移交的香港人在當地定罪後，可申請回港服刑，令他們在熟悉的環境服刑，有助囚犯更生和其家屬探望。但因中港雙方沒有移交囚犯回港服刑的安排，政府在草案通過後會與中方洽談相關安排。
  - 政府以個案方式商討移交後的探望問題，例如安排駐當地領事及官員探望。

此修訂後，5月31日，林郑月娥及李家超被問到此次修法能否處理臺灣命案時，拒絕回答誰是臺灣「中央機構」。李家超又指新聞界以至法律界不了解《逃犯條例》修訂草案運作，同日30名法律界選舉委員邀請林郑月娥公開會面，讓政府官員有機會「啟蒙及開導他們的誤解」，但政府拒絕會面。
6月3日，新民党議員叶刘淑仪質疑，有師奶聯署反對移交，是否因怕丈夫在大陆包二奶而被移交，「好似香港幾百萬人都好恐懼或者有危險」。

### 恢復二讀草案並加快表決
立法會在6月6日下午舉行會議後，議會陣線朱凱廸、范國威、公民黨譚文豪、民主黨許智峯和鄺俊宇都拒絕離開會議廳，聲言要留守至6月9日的民陣遊行或12日恢復二讀之日。立法會主席梁君彥表示，行管會召開緊急會議，通過授權秘書處勸諭議員自動離開，否則今日會採取適當行動，安全地執行行管會的決定。最終，五人先後被抬離現場，清場行動在同日晚上約8時半結束。
6月9日，民陣舉辦「守護香港反送中」大遊行，遊行由下午2時許持續至當晚10時，報稱有103萬人參加遊行，人數創下1997年主權移交以來的歷史新高，而政府在同日晚上11時07分發出新聞稿表示《條例草案》將如期在立法會恢復二讀辯論，並表明《條例草案》已有效釋除疑慮，且「受各持份者歡迎」。
6月10日，立法會行管會宣布即時關閉示威區並要求警方巡邏，立法會主席梁君彥同日表示將會預留61小時討論議案，預料同月20日表決。
另一方面，政府總部東翼前地（公民廣場）亦於6月11日下午6時起關閉，直至另行通知。而添馬公園連接立法會煲底的通道亦用鐵馬封閉，並有多名警員駐守。警方啟動代號「踏浪者」（Tiderider）的行動，已調動5,000警力保護立法會大樓、政府總部及港島各處、速龍小隊合共1,000人率先駐防，直至法案通過。而且軍裝或便裝均會佩槍。
政府串同民建聯、工聯會等立法會中的親政府派系，企圖利用大量警力的掩護下在6月12日將條例在立法會二讀並強行通過逃犯條例修訂草案，引發民眾發起包圍立法會，導致6.12金鐘衝突，警方發射催淚彈及橡膠子彈阻止民眾集結，衝突持續至傍晚，使立法會取消當日會議，令恢復二讀的程序押後。

### 政府暫緩修例
6月14日，星島日報報道，分管香港事務的中共中央政治局常委、中央港澳工作協調小組組長韓正近日南下深圳，並曾與香港行政長官林鄭月娥商討修例事件，林鄭在衡量各種因素後，決定推遲立法進程，暫緩修例，令政府有足夠時間重新諮詢，向公眾作更多解說。林鄭於14日深夜召開全體司局長會議，商討有關決定，並會在15日早上會晤全體建制派議員交代決定及作出解釋，然後即會向公眾作出宣佈。報道同時引述消息人士表示，今次決定是希望有關《逃犯條例》的修訂能夠回歸理性，讓政府有時間聽取民意，但強調並非撤回條例草案，有關堵塞漏洞的工作會繼續。
6月15日，特首林鄭月娥在記者會宣布，特區政府決定暫緩修例工作，以便做更多解說，聽更多意見。同時，保安局局長李家超會致函立法會主席梁君彥，收回條例草案恢復二讀辯論的預告，立法會修例的工作會暫停；並補充不設立暫停時限，待日後徵詢意見後才會繼續下一步工作。
6月16日晚間8時29分，當日反對逃犯條例修訂草案遊行尚未完結時，香港特別行政區政府發出新聞稿，表示已停止立法會大會對修訂《逃犯條例》工作，同時行政長官承認由於政府工作上的不足，令香港社會出現很大的矛盾和紛爭，令很多市民感到失望和痛心，行政長官為此向市民致歉，並承諾會以最有誠意，最謙卑的態度接受批評，加以改進，廣大市民服務。不過，該新聞稿並未有回應遊行舉辦方民陣提出的五大要求：撤回修訂逃犯條例、不檢控示威者、追究警方開槍責任、不將示威行動定性為暴動，以及行政長官林鄭月娥下台，引起市民不滿。立法局主席黃宏發指，議事規則沒有「暫緩」，只有押後或撤回。

#### 政府回應時的用詞
6月15日行政長官林鄭月娥首度表示暫停審議條例，其後的多次特首記者會和政府新聞稿亦使用了不同字眼。
| 日期     | 場合               | 中文字眼                       | 英文字眼                   | 來源            |
| -------- | ------------------ | ------------------------------ | -------------------------- | --------------- |
| 6月15日  | 特首見記者         | 「暫緩」                       | "Suspend"                  | [ 155 ] [ 156 ] |
| 6月16日  | 政府新聞稿         | 「已停止」                     | "Has suspended"            | [ 157 ] [ 158 ] |
| 6月18日  | 特首見記者         | 「即時停止」                   | "Immediately stopped"      | [ 159 ] [ 160 ] |
| 6月21日  | 政府新聞稿         | 「完全停止」「自動失效」       | "Put a stop", "Will lapse" | [ 161 ] [ 162 ] |
| 6月27日  | 律政司聲明         | 「完全停止」「自動失效」       | "Put a stop", "Will lapse" | [ 163 ] [ 164 ] |
| 6月29日  | 政府新聞稿         | 「完全停止」「自動失效」       | "Put a stop", "Will lapse" | [ 165 ] [ 166 ] |
| 7月1日   | 政府新聞稿         | 「已停止」「自動失效」         | "Put a stop", "Will lapse" | [ 167 ] [ 168 ] |
| 7月2日   | 特首見記者         | （將失效）（將死亡）           | "Will expire", "Will die"  | [ 169 ] [ 170 ] |
| 7月9日   | 特首見記者         | 「壽終正寢」（已死亡）         | "Is dead"                  | [ 171 ]         |
| 8月6日   | 政務司長見記者     | 「已劃上完整的句號」           |                            | [ 172 ]         |
| 9月4日   | 特首電視講話       | 「正式撤回」／「正式宣佈撤回」 | "formally withdrawn"       | [ 173 ] [ 174 ] |
| 10月23日 | 保安局長立法會發言 | 「正式撤回」／「正式宣佈撤回」 | "formally withdrawn"       | [ 175 ]         |

|                            | 負責某法案的議員或官員，可在立法會開始就該法案進行二讀或三讀的程序時，宣布撤回或押後處理該法案。 |
| ——立法會議事規則第64條 (1) |                                                                                                  |

不過根據立法會《議事規則》第64條（1），正式且法律上的字眼就只有「撤回」和「押後」，惟政府當時仍然未有以該兩字詞去宣布逃犯條例修訂的狀態。林鄭月娥和律政司司長鄭若驊亦多次強調字眼上沒有補充，呼籲社會不要再斟酌。民陣在7月9日當日批評林鄭使用「壽終正寢」四字乃「有法不依」。

### 政府宣布撤回條例草案
自3月31日反對逃犯條例修訂草案運動爆發、歷經158日后，2019年9月4日傍晚，香港特別行政區行政长官林郑月娥发表电视讲话，宣布正式撤回《2019年逃犯及刑事事宜相互法律協助法例（修訂）條例草案》，並將於立法會復會後由保安局局長「動議撤回」。不過拒絕接受民间“五大诉求”里成立獨立调查委員會等其他四项诉求，只表明會提出另外三項行動，包括委任前教育署署長余黎青萍及資深大律師林定國加入監警會；她與所有司局長會走入社區與市民對話，及邀請社會領袖、專家及學者，就社會深層次問題進行獨立研究及檢討。
“动议”字眼一度引发争议，有怀疑指动议撤回是不符合立法會議事規則，或是恢复二读后修例会突襲通過。而特首办回应查询指保安局局長會根據立法會議事規則第64條，宣佈撤回條例草案，且過程不涉及投票或辯論。
2019年9月28日，阿里巴巴集團旗下的《南華早報》引述消息指，行政長官林鄭月娥宣佈正式撤回條例草案前，曾經請示中共總書記習近平，並得到其批准，引起外界對中共直接插手香港事務的質疑。
2019年10月16日，立法會復會，保安局局長李家超原定在當日行政長官發表施政報告後宣布撤回條例草案，但由于议员和会议秩序问题，立法會主席宣布休會，導致撤回條例草案延後。
2019年10月23日，香港立法會召開大會，會議中保安局局長李家超提出動議，恢復二讀辯論《逃犯條例》修訂，並就此正式宣佈撤回修例。

## 社會反應

### 市民發起反對逃犯條例示威
自2019年3月15日開始、6月9日大規模爆發的社會運動。示威者以遊行示威、集會、靜坐、堵路、縱火、唱歌、吶喊、連儂牆、「三罷」（罷工、罷課、罷市）行動等一系列行為以反對《逃犯及刑事事宜相互法律協助法例（修訂）條例草案》。

### 網民眾籌在全球多份主要報章與網媒刊登公開信

G20峰會日本大阪舉行，網上眾籌小組以「Freedom Hongkonger」發起眾籌，在6月27至29日在全球多份主要報刊登公開信，期望國際社會關注《逃犯條例》爭議

6月25日，網民以Freedom Hongkonger名義發起眾籌300萬港幣，藉2019年二十國集團大阪峰會，於全球多份主要報章刊登公開信，呼籲國際社會及G20峯會領袖關注香港「送中」條例爭議及警察濫暴等問題，最後在9小時內籌得670萬元，总共有2万2千多人捐款，平均每人300元。刊登廣告的報章包括英國《金融時報》美洲版和亚洲版头版、《衞報》；美國《紐約時報》、加拿大《環球郵報》、日本《日本時報》、《讀賣新聞》、《朝日新聞》、澳門《愛瞞日報》（網上版）、德國《南德意志報》、《Politico Europe》歐洲網路版、台灣《蘋果日報》、澳洲《澳洲人報》、大韓民國《朝鮮日報》、《東亞日報》、《韓國日報》、法國《世界報》、《巴黎人報》、義大利《晚郵報》及瑞典《每日新闻报》。在德國居住，有參與登報過程的香港人「石賈墨」在facebook上載 《南德意志報》政治版全版廣告和公開信，形容是「創造歷史」，要「Credit要畀晒每一個人」。加拿大報紙Westmount Independent主動為香港人免費刊登廣告。
G20期間，有示威者在澳洲大堡礁海底拉開橫額。在峰會中，日本首相安倍晉三、英國首相文翠珊及美國總統唐諾德·川普有當面向习近平提及香港議題，包括希望維持一国兩制及遵守中英聯合聲明。
8月12日，Freedom Hongkonger再次發起眾籌100萬美元（780萬港元）於全球登報，最終籌得共186.6萬美金。在8月19日和20日於全球11個國家共14份報章刊登廣告。包括美國《紐約時報》、英國《倫敦標準晚報》 、《泰晤士報》、《City AM》、加拿大《環球郵報》、日本《日経新聞》、韓國《京鄉新聞》 、西班牙《世界報》 、德國《法蘭克福滙報》 、台灣 《自由時報》、法國《世界報》、瑞典《每日新聞報》、《每日工業報》和丹麥《貝林時報》。

### 自殺事件
自從6月15日、29日和30日有人跳樓自殺後，涉輕生案件有上升趨勢。在7月3日至少有兩宗企圖自殺事件，在facebook表達對社會不滿，多名網民及泛民主派立法會議員趕到金鐘太古廣場和海富中心尋人，最後尋獲事主。
7月3日凌晨，28歲的麥小姐在長沙灣住所墮樓身亡。記者在房間發現她留下的字句，寫有「不是民選的政府是不會回應訴求」、「甚麼也改變不了的無力感令人煎熬」等字句，並擺放了眼罩、生理鹽水和相機。
7月5日凌晨，一名23歲青年在社交平台Facebook發帖，先寫上「對不起。香港人加油」。其後在另一篇帖文向母親道歉，並指自己「好攰，我真係撐唔住」後便告失蹤。帖文引起大量網民關注，藝人杜汶澤更直播自己駕駛尋找事主，並且落淚。最後在屯門富地路發現事主，並陪同他送院治理。
7月22日，一名姓范的26歲男子因同家人政見不合發生爭執而被趕出家門，他的朋友一度在所住的沙田廣源邨廣柏樓高處找他，但為時已晚，最後在大廈高層後樓梯高處墮下昏迷，救護員將他送往威爾斯親王醫院搶救不治。現場地面遺下大灘血漬，而警方在後樓梯檢獲啤酒罐。事後又市民到邨內獻白花默哀。
而撒瑪利亞防止自殺會指6月9日至7月3日期間共接獲42宗因為反對修訂《逃犯條例》事件而求助的個案，較以往每月有關事件的個宗多30幾宗，以年輕男士的求助數字較高。總幹事曾展國擔心事件會引起模仿效應，認為社會和家長應該多聆聽和了解青年人的心聲。

### 絕食行動

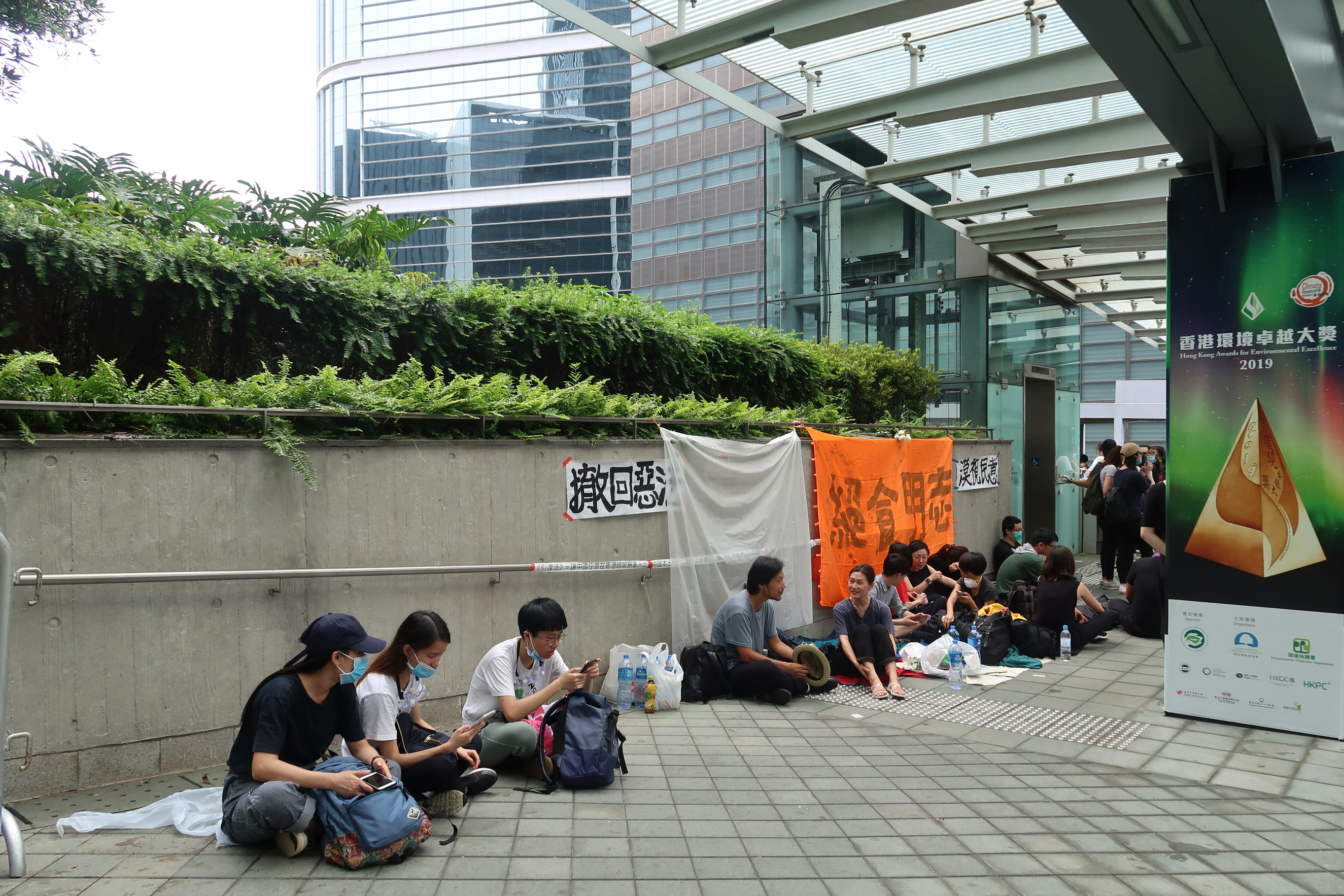
大專教育界及文藝界有多人在6月11日-12日發起絕食抗議修例

香港大學社會工作及社會行政學系教授何式凝、香港教育大學社會科學系講師黎明，導演應亮及灣仔區議員楊雪盈等13人在6月11日凌晨起於立法會大樓附近絕食24小時。
7月3日早上10時，5名分別為2男3女的市民在海富中心行人天橋底發起絕食行動，要求政府回應4大訴求。當中包括來自粉嶺北馬屎埔的陳伯和好鄰舍北區教會傳道堂主任陳凱興。有熱心市民送上牛奶給他們。絕食人士在7月10日晚上7時30分舉行記者會。當中有人最長已經絕食逾177小時。

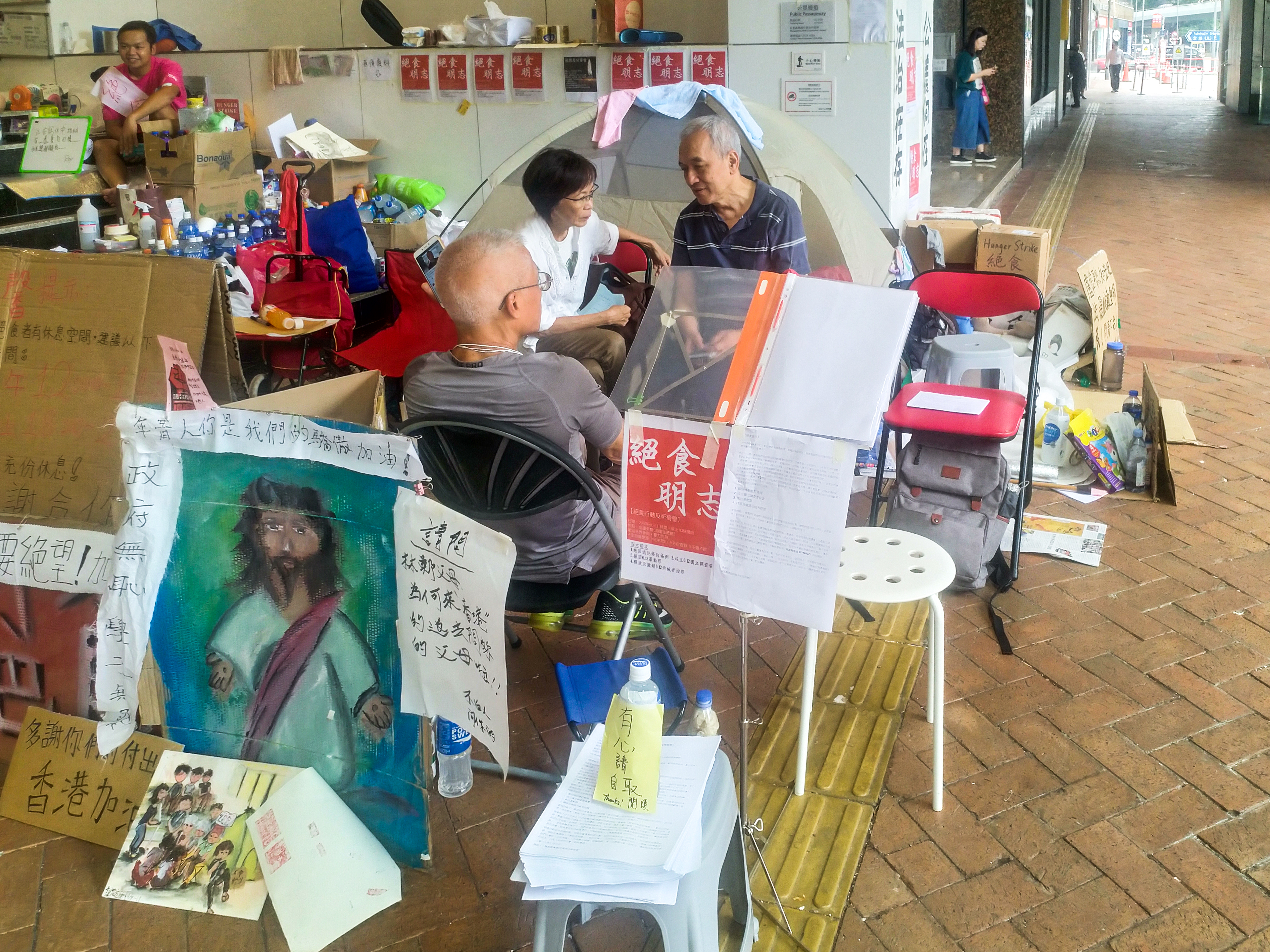
5名市民在金鐘海富中心發起絕食行動，要求政府回應4大訴求。

### 罷課罷工罷市
有超過60間店舖向傳媒宣佈，於6月9日遊行當日罷市一日，以抗議逃犯條例修訂草案及參與示威。
有逾400間公司，包括商店、網店和餐廳等響應在6月12日草案二讀當日罷市罷工，包括客貨車應用程式CALL4VAN、100毛、GLO Travel、渣哥一九九六和阿布泰國生活百貨等，店鋪種類涵蓋食店、書店、零售、工程及媒體公司等。
新巴職工會宣佈按章工作。自由黨黨魁鍾國斌認為罷工和罷市僅屬表態，不會傷害港府，但會傷害自己，形容是「自己揾自己笨（自找麻煩）」。
而在6月11日，多間中學學生揚言會於6月12日策動罷課，反對修訂《逃犯條例》，包括林鄭月娥的母校及福建中學，教協亦呼籲教師於當日罷課一日。教聯會批評，罷課行動干預校園，是一種極度無恥和不道德的行為。
另外，有建制圈子流傳一則短訊，呼籲支持者周三下午五時發起罷市罷工，支持政府修改《逃犯條例》。
為免兩派於「三罷」當日在立法會集會時出現混亂，立法會主席梁君彥宣佈立即關閉立法會示威區，俗稱「公民廣場」的政總東翼前地亦被關閉。
6月12日，香港教育專業人員協會呼籲仍有課堂的大專院校教師配合展開罷課，並提供日後補課安排；中學教師全面展開罷課，並與校方商討，訂出罷課具體安排；小學教師則回校罷教，在課堂上以客觀原則向學生解釋現在發生的事件；幼稚園及幼兒園教師則回校緊守崗位，照顧年幼學童，並呼籲校方理解罷課罷教是教育界在此艱難時刻的重要決定，並請支持校長和教師的選擇。而家長方面，教協則呼籲家長請自行決定是否讓子女回校，學校會有老師在校照顧學生。

## 不同界別的立場

### 建制派和部分地產商支持修例
5月4日的會議上，約數十名支持修例的「政中香港人」及珍惜群組成員到立法會外示威。「政中香港人」發言人林偉康表示，修訂《逃犯條例》目的為堵塞法律漏洞，批評民主派議員阻撓修例。示威期間，雙方一度對罵。
5月10日，多名港區全國人大代表、港區全國政協委員及商人如黃英豪、陳勇、曾智明等和一批自稱來自工商界、專業界別和基層的市民，宣布成立「保公義撐修例大聯盟」，發起「護港安全修例大聯署」活動，呼籲市民支持修訂《逃犯條例》，並聲稱截至6月10日（即69「反送中」大遊行翌日）已收集超過82萬個簽名要求儘快修例。前線科技人員分析其源代碼後認為聯署造假，聯署數字在凌晨12點至早上6點以每分鐘8至10個之速度增長，其餘時候都是以每分鐘約60個之固定速度增長。
5月11日的會議上，支持修例的團體，包括保衛香港運動、珍惜群組等20人到立法會外請願，有人手举「不做逃犯天堂支持修改条例」、「鱼目混珠假会议后果严重乱香港」等标语，支持特区政府修订《逃犯条例》，抗议反对派举行「非法」会议，期間保衛香港運動的傅振中及民陣陳皓桓曾一度面對面爭執。
5月14日，雙方再次多度互相挑釁互罵，批評對方「收錢示威」。多個親中團體如保衛香港運動、珍惜群組等批評民主黨立法會議員涂謹申是「冒牌主席」，斥涂涉偽造文件、「開假會」，是知法犯法、違反議事規則，故集會抗議他們的暴力行徑，形容他們行為卑鄙無恥，開了極壞先例。他們重申修例是堵塞法例漏洞，彰顯公義，促請立法會盡快選出法案委員會主席，盡快審議條例。
5月15日，有自稱「新界各界」的團體在新界東一帶掛置多個影響交通安全及違反《路旁展示非商業宣傳品管理計劃實施指引》的宣傳橫額，橫額的背景是早前立法會《逃犯條例》法案委員會開會時議員爭執的混亂情況，內容是「守護法治，強烈譴責議會非法暴力，全力支持修訂逃犯條例」，下款為「新界各界」，且沒有標示横額編號。
數間香港地產商，包括長實、信和、新鴻基、嘉華均表示支持或以中立方式不反對《逃犯條例》修訂。其中長和系李澤鉅稱「我們於每一個國家都是守法的公民，並非一個逃犯」。信和黃永光認為《逃犯條例》的修訂能進一步彰顯香港法治和自由的核心價值。新地表明繼續大量投資內地業務。而呂志和稱「大家都公正守法」。

#### 支持條例和警察集会
6月9日下午，工聯會會長吳秋北率領工聯會支持修訂《逃犯條例》關注組及保公義撐修例大聯盟約20人，遊行到美國領事館表達不滿，譴責美國干預香港內部事務、詆毀「一國兩制」、包庇罪犯，遊行成員高舉「美國包庇罪犯」、「保公義、撐修例、護法治」等手牌示威，更製造美國總統特朗普的道具，要求美國為言論道歉，不要包庇罪犯及干預香港內部事務。他們再於6月12日再次發起遊行抗議，指責美國政府干涉香港內部事務。
6月22日傍晚6時半，正義聯盟等「愛字頭」組織舉行「支持香港警察祝福香港晚會」，約有300人參與，以中年人、長者以及中國遊客為主。正義聯盟主席及發言人李偲嫣在台上表示「要丟了香港的垃圾！」，並要求盡快訂立《辱警罪》。
6月28日，約200名市民由中環遮打花園遊行到英、美、德、歐盟等外國駐港總領事館，強烈抗議外國干預香港事務。
6月30日下午，立法會議員何君堯在添馬公園發起「撐警隊，護法治，保安寧」集會，支持警察執法。集會人士穿上白衣或藍衣，手持「阿Sir、Madam我撐你」、「支持警方嚴正執法」等標語。大会官方称有16.5万人参加。除了政界人士，全国人大常委会香港基本法委员会副主任谭惠珠、全国政协委员谭锦球、特区政府警务处前处长邓竟成、警务处前副处长任达荣、香港“保公义撑修例大联盟”召集人黄英豪、工联会会长吴秋北等人外，藝人譚詠麟和鍾鎮濤亦有現身支持。參加者主要以退休警察、中老年人為主。
不過集會期間，撐警人士拆毀反修例人士在政總外及連儂牆上所設的反修例標語，散滿一地。當有反修例示威者重新拾起時，卻被高聲指罵和高舉手機拍照，情況一度混亂。其後有警員護送離開。而用作悼念6月15日在金鐘墮樓不治死者梁凌杰，以及在6月29日墮樓身亡教大女生盧曉欣的憑弔區亦遭到破壞。
此外，多個前線攝影記者在採訪期間遭撐警人士粗言穢語被罵、遮擋鏡頭和吐口水。有兩名年輕記者懷疑遭人襲擊，警方事後拘捕一名61歲女子，涉嫌普通襲擊。香港記者協會及香港攝影記者協會嚴厲譴責事件。
根据新华社的消息，在7月20日有超過30萬的市民在添馬公園舉行「守護香港」集會，以“反暴力、撑警队、护法治、保安宁”作为诉求，有多位名人和影星出席。
8月17日，香港部分撐警和建制派組織在金鐘添馬公園發起大規模撐警集會。多個著名建制派組織、政黨如香港青年關愛協會、工聯會、民建聯等都有到場參與。這次集會也是目前為止本次反對修例示威中規模最大的集會之一。大會宣稱有超過47.6萬名民眾參與。鍾鎮濤、霍啟剛、陳百祥等親自到場參與。
此外，在全球各地，如英國倫敦、愛丁堡、曼徹斯特；美國紐約、舊金山；法國巴黎；德國柏林、科隆；澳大利亞悉尼、墨爾本、堪培拉、珀斯、阿德萊德、布里斯班；加拿大溫哥華；日本大阪；菲律賓馬尼拉；立陶宛維爾紐斯等地，均有大規模的華人、華僑、留學生和市民遊行，以聲援香港政府。

### 法律界

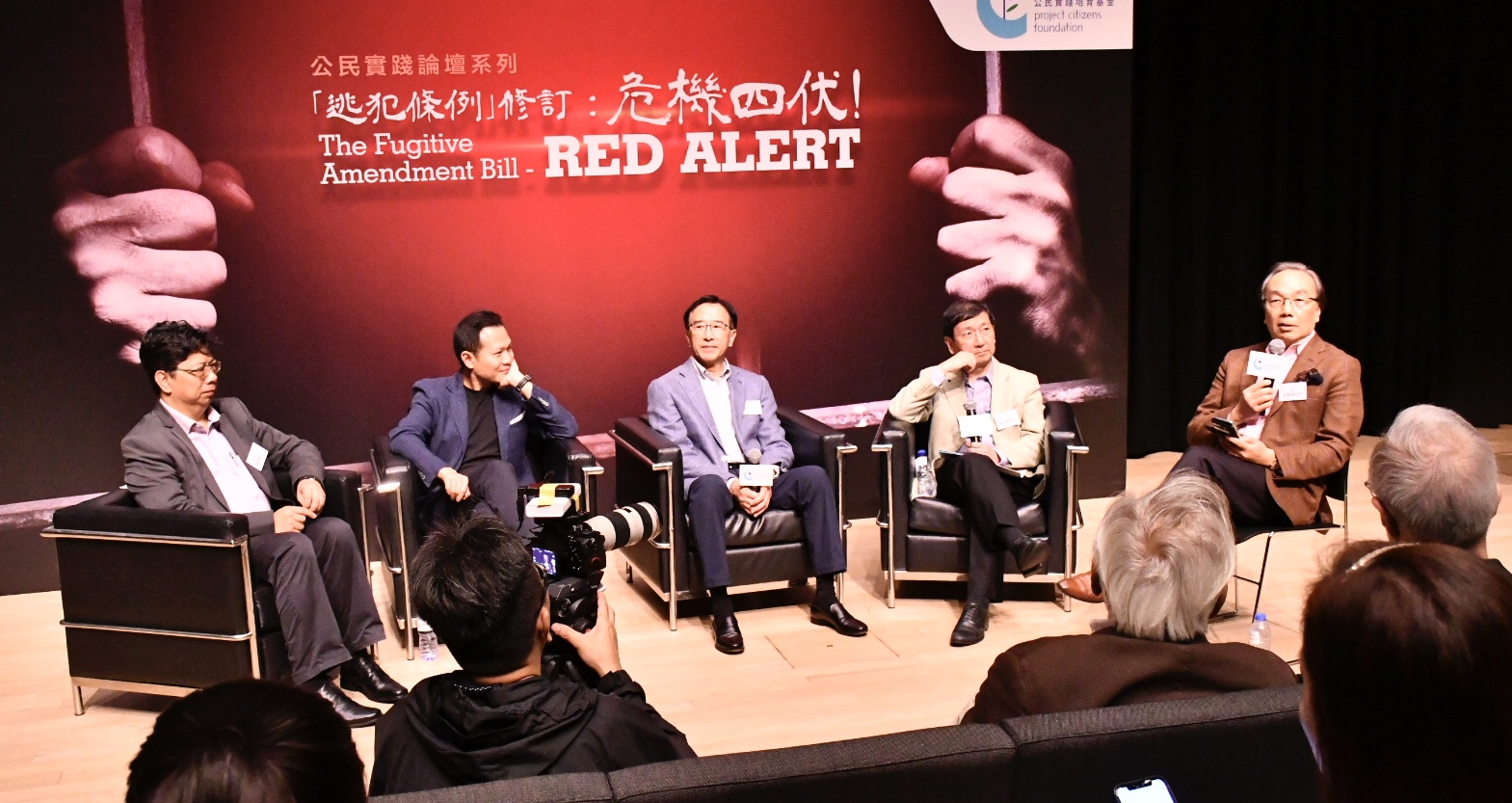
公民實踐培育基金在5月6日舉辦「《逃犯條例》修訂：危機四伏」論壇，邀请学者、商界及传媒代表，以及立法会议员出席，探讨各界对修订的疑虑、建议及展望

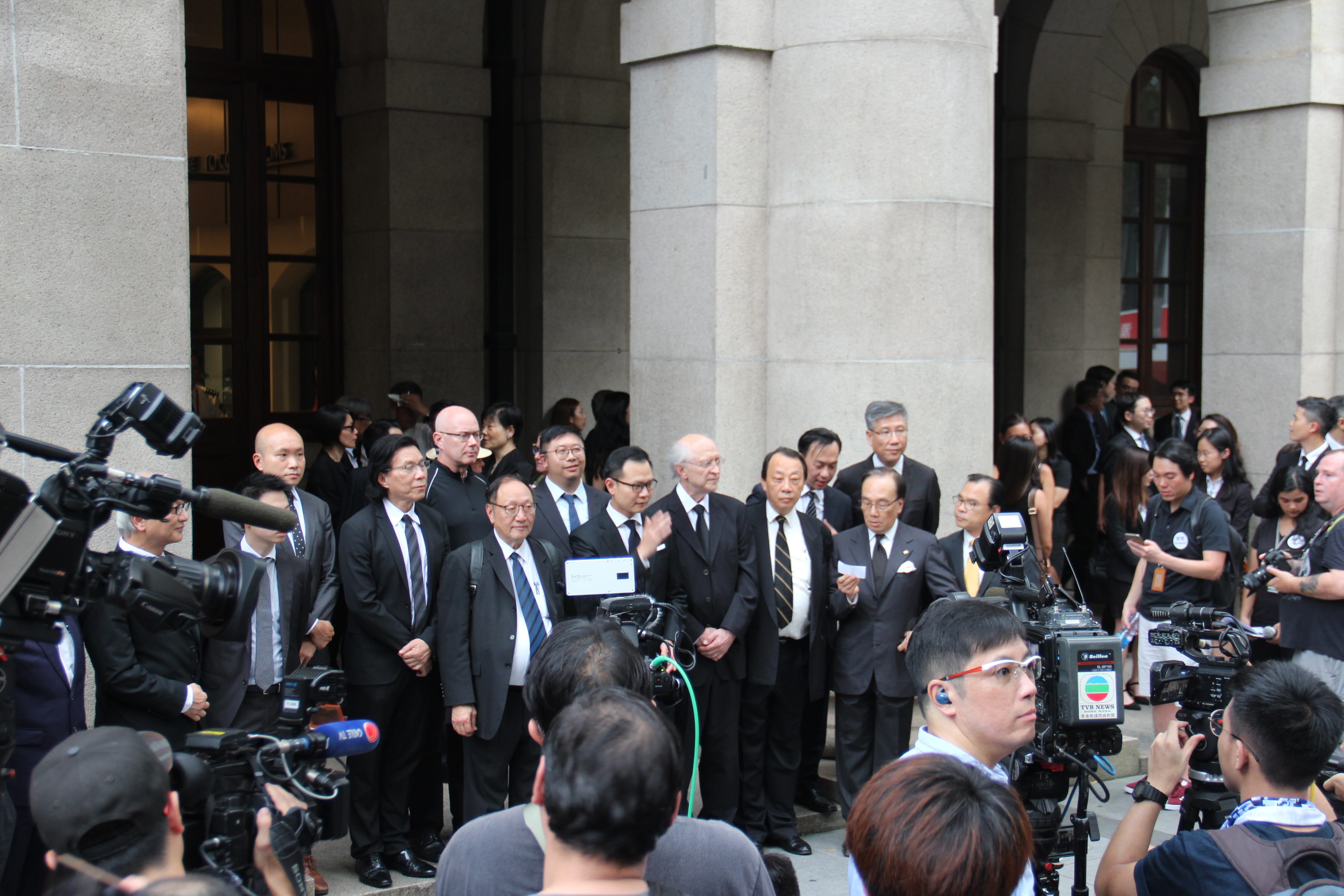
6月6日，法律界以徒步静默方式，发起反对《逃犯条例》修法的“黑衣游行”，有逾2500人參加

香港大律師公會就《逃犯條例》修訂事宜，先後發出2篇聲明駁斥政府提出的論點。他們指，在台灣表明不會接受在「臺灣屬於中华人民共和国」前提下交換逃犯後，香港政府無理由急忙立法，理應展開全面諮詢。同時，就政府認為須堵塞目前無法處理港人在外地犯法的問題上，他們指政府可以修訂香港刑事法例，令香港法院有權審訊香港居民在外地干犯的刑事罪行，毋須修訂《逃犯條例》。另外，就政府指過往《逃犯條例》不包括內地是漏洞一說，他們反駁該安排乃是基於內地保障人權的紀錄惡劣，是經過慎思而故意剔除內地，政府官員「漏洞說」屬誤導。
香港大律師公會執委石書銘批評，律政司司長鄭若驊在記者會上，未有交代對內地司法與人權的看法。他憂慮一旦通過修訂逃犯條例後，被移交至中国大陆之被告的人權會得不到保障。他亦認為，田北辰提出的「港人港審」方案可行，既可擴大本港司法管轄權，又能處理台灣殺人案，不會違反刑事法不得具追溯力原則。5月15日，香港大律師公會12名前任及現任主席聯署聲明，十分遺憾香港政府在未作恰當諮詢下，一意孤行地計劃通過《逃犯條例》修訂，以至律政司司長鄭若驊否決外界提出可以解決「台灣殺人案」（指潘曉穎命案）的方案。聲明指出，目前香港與其他地區簽訂引渡協議，必須先行確定該等地區的刑事法律制度可與香港兼容，程序公平程度可媲美香港。聲明質疑，若《逃犯條例》修訂一旦獲得通過，上述傳統保障將被繞過，因為根據香港政府的修例建議，未來只要特首一紙證明，即可啓動引渡移交程序，移送被告到一個未能符合《世界人權宣言》或《公民權利和政治權利國際公約》的地區受審。此外，聲明亦批評政府「修訂《逃犯條例》後香港法官會把關」的說法實屬誤導，因為現時法庭審理引渡申請時，無權考慮提出申請的地方有何法律制度和程序，無權盤問證人，修訂《逃犯條例》不會改變法官此權限。
屬建制派的重要學者陳弘毅撰文指，香港人擔心行政長官難以拒絕內地移交逃犯要求，法庭亦難審視中國大陸的法治是否符合人權。他認為，中港之間難以引用英國及加拿大相關的一次性移交逃犯協議。他建議，若政府堅持要繼續修例，要加入三項保障，包括將涉及罪行收窄至最嚴重罪行及提高涉罪刑期門檻、撤回追溯期及「港人港審」，即不會移交港人到內地。保安局局長在5月30日的記者會上作出讓步，接受建制派建議將移交逃犯的最高刑期門檻由3年提高至7年，令妨礙司法公正、重婚、走私等都可以有機會免於引渡。
陳文敏表示，條例應該列明「被移交人士如果不能在目的地獲得刑事訴訟程序中的最低限度保障，亦不應移交」，他強調既然港府聲稱要跟隨聯合國引渡條約範本，就要寫入此條文。
罕有接受傳媒訪問的資深大律師潘熙指，他破例接受傳媒採訪，只因他認為此事件對香港法治影響是「比以往10多年來更嚴重」。他反駁鄭若驊在記者會上的論點，認為在域外法權中加入謀殺案是絕對合理。同時，他就鄭若驊指加入謀殺罪於域外法權有追溯力問題，指根據《香港人權法案》第12條，表明如相關行為，如謀殺，在香港屬於犯罪，不會受人權法案影響，故此追溯力並沒有問題。如果在香港追溯域外殺人是違憲，追溯舊有臺灣殺人案而引渡被告同樣是違憲。他對當時的困局提出三個解決方法，包括只將台灣納入引渡地區、擴大域外法權至可以審訊謀殺案件及設「日落條款」，當處理台灣殺人案後，法例即失效。
行政会议成员兼資深大律師汤家骅支持擴大移交逃犯範圍至中国大陆，認為如有合法制度，銅鑼灣書店事件便可由法庭控制和保障，令他们有「更少藉口」去做「愚蠢」和不合法的事情。
三名匿名法官罕有地接受路透社訪問，談及香港時政，三人表示很多法官都認為修例不可行，又感到極度不安，憂慮如嘗試拒絕引渡會受到北京政府的政治壓力，如通過引渡會被指是北京傀儡，影響司法獨立形象。
6月5日，親建制及中聯辦的香港律師會罕有就政治議題發表措詞強硬的11頁立場書，批評修例問題極多，表示今次修例影響深遠而且重大，應該向持份者和社會先作廣泛諮詢，不應倉卒立法；又指法官無權受理辯方證據，只能決定被引渡者是否有嫌疑，更指出特首是不經民主普選產生的政治委任官員，在此政治安排下特首的啟動引渡證書不是任何保障，條例容易用作政治迫害和壓制言論自由；並且強調有需要對香港的引渡安排作出全面檢視和更新，但過程需時，在有關工作未完成之前，如果由未有長期引渡協議司法管轄區，提出緊急移交請求，律師會不強烈反對以「單次個案」方式處理，但認為這只是臨時安排，不能取代長期移交協定。另外，法庭可以作出否決引渡請求權力頗為有限，更指法庭一方根本沒有權力接納被引渡一方（即辯方）提出證據，只能確認是否表證成立，故律師會建議條例讓法庭有更多權力。
法律界在6月6日發動黑衣遊行，抗議修例，參加者包括前廣管局長何沛謙，有部分法官甚至表示是次修訂逃犯條例比二十三條立法更為兇狠。對於李家超說中国大陆司法獨立排前三份之一，查錫我擔心李家超「踩到」中共中央总书记习近平，因為习近平曾經在中央全面依法治国委员会會議上明言反對司法獨立。郭榮鏗估計有約2500至3000人出席，為回歸以來數人數最多的一次。警方則稱只有880人參與。

### 商界
3月，香港政府宣布《逃犯條例》草案中將剔除原有建議中九類罪行，當中包括涉及破產、證券期貨、知識產權、環保公眾衛生、虛假商品說明等。香港總商會認為港府做法能有效釋除市民憂慮。及後同年5月，香港總商會與保安局長李家超會面，總商會主席夏雅朗及理事林健鋒表示促請政府把修例中罪行刑期超過3年即可移交上調至刑期逾7年才可移交。香港總商會亦要求，內地必須只限最高人民法院等「中央最高機構」，才有權提出引渡。同時，亦歡迎政府提出的修訂，認為政府着力回應社會對條例的疑慮。
劉鑾雄解散名下338間公司，又言正因為香港有法治，他才在香港結婚生育，如果條例修訂通過，自己將被逼流亡海外。其在4月1日向高等法院申請司法覆核，挑戰《逃犯條例》修訂草案是否合憲，又要求法庭聲明草案沒有提及追溯期，所以無權追溯舊有案件，排期在6月21日審理。不過劉鑾雄在5月29日撤回申請，聲明表示支持政府施政，希望減少爭拗。
2019年5月8日，國際商會香港區會（The International Chamber of Commerce–Hong Kong）去信公民黨議員郭榮鏗，表明反對政府修例，對政府提出的建議感到驚訝及失望，認為修例通過後，港人有可能會失去自由、財產，甚至性命。他們認為政府須全面諮詢公眾。
紡織及製衣業界立法會議員鍾國斌接受訪問時表示擔心修訂《逃犯條例》，因美國對港實施的《美國－香港政策法》令香港與內地城市有所分別，故香港一直未有捲入中美貿易戰之中。若此法因修例而被取消，他相信會影響香港之國際獨特地位與價值，令香港陷入困境。亦有商界擔心因「包二奶」，以事實婚姻被控告重婚罪，而被引渡至大陆。
自由黨榮譽主席田北俊接受訪問時表示，中聯辦和港澳辦都已經表態支持修例，意味修例是「硬任務」和「中央指示」，預計建制派將會全部歸隊支持修訂《逃犯條例》。田北俊認為，民陣6月9日反修例遊行人數重要，因為北京會留意人數，判斷問題是否嚴重，影響日後被引渡人數。田北俊不認為爭議撕裂社會，因為大部份市民都是反對修例。
經民聯地產界議員石禮謙對修訂有保留，質疑行政長官由中华人民共和国国务院任命，可否違背其中央机关引渡要求。香港中小型企業聯合會創會會長佘繼標指，香港中小企在中国大陆發展要配合国情，賄賂受認可為不明文規定，否則廠房、樓宇都起不到出來，又言港商過往在大陆買地建廠，土地大幅升值了，擔心會被堆砌《逃犯條例》包含之罪名，被逼賤價賣地；他又批評李家超答非所問。中小企代表沈運龍反對無限追溯期，認為追溯期必須有限。
自由黨黨員吳龍飛發起「全港業主聯署反對修訂《逃犯條例》」，認為條例通過後會讓港人對樓市前景感到非常憂心，甚至失去「亞洲國際城市」光環。截止13日上午11時許，已有126名本港業主參與聯署。
6月11日傍晚，高銀金融突然發公告，指獨立非執行董事、立法會議員石禮謙等3名獨立董事認為「近期發生的社會矛盾和經濟不穩定」，而且會對樓市有負面影響，決定撻訂上月以111.24億元投得九龍啟德第4C區4號商業地皮。發展局表示為個別事件，不會評論。
6月13日，中央投標委員會宣布由於通往「政府總部投標箱」的公眾通道受阻塞，原定在14日截標的啟德全維港景的「百億」地王將延遲截標。
6月14日，亞太區最大物流地產平台ESR Cayman以香港現時市況為由，暫時擱置被視為香港今年最大規模的上市計劃。其後，和黃中國醫藥科技亦推遲在香港的上市計劃。
7月3日，合和實業董事局主席胡應湘指事件不只是政治問題，亦可能跟房屋問題相關。當政府未能滿足市民的住屋需要，就會產生不滿。
7月，香港零售管理协会（HKRMA）表示，该协会多数会员表示在过去一个月内公司的销售额都出现下滑。历峰集团的報告顯示接連不斷的反送中抗议使其香港地區销售额下降。

### 學界及教育界
陳家洛認為，中共中央总书记习近平在刊物《求是》撰文表明決不能走西方「三權鼎立」、「司法獨立」之路，如果香港政府說中国大陆有司法獨立，就是诋毀大陆。
四個民主派教育人士組織（進步教師同盟、學術自由學者聯盟、全民教育局、高教公民）發表聲明，認為中國大陆的司法制度並不完善，令普遍港人缺乏信心。同時，認為政府以台灣殺人案為由展開修例程序，為消費死者及其家人之舉。因此，他們認為教師面對公義受壓時不能啞忍，為了令下一代不會陷入被引渡至中國大陸的危險，要求政府收回法案。
教協亦於6月5日發表調查結果，指有超過八成受訪會員不同意修例。

#### 聯署風潮
因應政府修例，自5月下旬起，香港的大專院校及中學開始掀起一陣聯署反對修訂逃犯條例的風潮。所有大學、部分大專院校及超過300間中小學的老師、職員、校友、學生發起聯署，反對修訂逃犯條例，亦有師生未有聯署。
。截至5月30日，已至少有約330間學校、組織及團體發起不同的聯署。當中包括多名高官和關鍵人物的母校：林鄭月娥（嘉諾撒聖方濟各）、李家超（九華）、鄭若驊（嘉諾撒聖瑪利）、陳維安（男拔）、廖長江（英華）、石禮謙（聖若瑟）、湯家驊（皇仁）及臺灣殺人案女死者潘曉穎（聖士提反）。而部份被視為有親建制背景的學校如福建中學、教聯會黃楚標中學，亦有學生和舊生發起聯署來反對修訂逃犯條例。截至6月1日凌晨，已經有至少327間本港和海外的大專、中小學的師生和校友發起聯署，超越2012年逾250間大中小學學生和校友發起的反對國民教育科聯署；單計本地中學已有近350間，佔全港中學7成。另外，由市民於5月中旬發起的美國白宮聯署，在三十日聯署限期內突破10萬人聯署，令白宮須在兩個月內回應該聯署的訴求。
香港教育專業人員協會（教協）對是次聯署風潮發表聲明支持。他們指出，聯署是校友師生自發行動，顯示他們關注社會事務，應予以肯定。同時，他們批評教聯會在無證據下將聯署抹黑為政治操作，甚至「利用師生」，極不尊重聯署校友和師生，對此表示遺憾。
而曾經表態支持修例的建制派教育組織教育工作者聯會（教聯）則發表聲明譴責聯署將政治操作帶入校園，指出聯署發起者利用師生作政治表態，嚴重破壞校園運作。同為建制派的香港校董學會亦指責有人企圖以校友名義發動聯署騎劫學校，鼓動示威遊行向政府施壓。另外，教育局委任的家庭與學校合作事宜委員會主席湯修齊和十四區家長教師會發表聯署聲明，關注有政治團體針對中學生作單一政治宣傳，以及呼籲中學生參與街頭抗爭。他們認為，學生應在校園客觀理性學習，不應受個別政治團體針對性政治宣傳打擾，擔心他們若被誤導參與抗爭行動，將前途盡毀、抱憾終生。
聯署行動亦引發「假冒聯署」的爭議。保良局羅氏基金中學的校長及一名教師，發現有人冒認他們簽署該校的聯署聲明。因此，他們在5月29日因名字被盜用而報警。該校校方強調，報案只是針對懷疑偽造或使用虛假文書，並指他們已向學生交代及解釋偽造或使用虛假文書乃刑事罪行。另外，建制派立法會議員張國鈞亦表示自己在母校東華三院邱子田紀念中學的聯署中亦同被冒認身份聯署。他表示會向發起聯署的人士查詢，希望對方能夠刪除自己的名字。同時，他對出現冒認聯署一事，認為情況奇怪。他讉責有人胡亂盜用別人的名字，壯大聯署的聲勢，並對此感到遺憾。

### 宗教界
香港基督教協進會發表聲明，指條例不少內容和細節都值得商榷，而且台灣亦表明即使通過修例也不同意移交陳同佳。協進會認為，政府應審視此項修訂的理據和是否迫切，在社會未有充分討論和共識之前，應暫緩修訂條例。他們指，政府理應先個別處理台灣殺人案，再重新進行廣泛及有充份時間的諮詢，才是合宜的做法。
天主教香港教區宗座署理湯漢樞機呼籲教友在各彌撒中，為社會因政府建議修訂《逃犯修例》所引起的恐慌和撕裂，以及為市民的安全和自由祈禱。湯漢呼籲教友祈禱，希望有關政府人員，以謙卑和虛心聆聽的態度，實事求是，保障市民的安全及自由。
5月17日，循道衛理聯合教會香港堂表示中央和特區政府似乎無意就修例尋求更多共識，亦無意延後或撤回，修例對香港將造成相當大損傷，港人無力感只會更深。
5月21日，金巴崙長老會香港區會發表聲明，呼籲政府應謙卑向市民解釋修訂內容、給予足夠諮詢；在未得到廣泛社會共識之前，應暫緩修訂《逃犯條例》。
6月7日，香港主要宗教團體之一的香港浸信會聯會罕有開腔，聲明逃犯條例修訂本身是「邪惡」，當「刀劍快將臨到」之時，守望者若不發出警告，就是「共犯」。浸信會要求政府撤回修訂《逃犯條例》，並全面諮詢。聲明指出在「一國兩制，港人治港」原則下，香港特區政府應致力捍衞香港的人權及法治基礎，保障港人利益。
6月8日，甚少就政治議題表態的基督教宣道會香港區聯會亦發聲，呼籲政府暫緩修例。
6月11日，一直未有就逃犯條例修訂表達明顯立場的天主教香港教區表示要求當局不要倉卒修例，並請信徒為香港社會祈禱。香港聖公會大主教鄺保羅亦於同日發表牧函，稱理解政府原意是為了填補法律漏洞，此舉郤引起社會激烈爭議，觸發各方深度不安與憂慮，呼籲各界無論是反對或贊成修例，都應放緩步伐，討論如何解決爭議，並希望社會各界以合法方式表達訴求，尤其是青年人，更不應以身試法，以違法手段表達立場。
6月12日，佛教、天主教、孔教、回教、基督教、道教在內的六宗教領袖亦發表聲明，教界對修例深表關注，又指「逃犯條例」引起社會激烈爭議，並出現重大分歧；呼籲政府以及市民大眾應以克制、和平的方式尋求解決方法。六宗教領袖又認為，大眾在合法的情況下舉行遊行集會活動，有向政府表達意見的權利，值得尊重；同時期望政府能與市民相互理解，以真誠態度溝通，達致共識。
6月16日，約30名佛教徒於添馬公園發起「六字大明咒」共修活動。發起人表示，不少佛教徒都很關心社會，所以希望在民陣大遊行前，組織獨立的佛教徒，為社會祈求祥和、平安。
除以上多個宗教組織外，神召會、五旬節聖潔會、播道會、信義會都先後發動聯署反對修例。

### 設計界
多名香港設計師創作多件抗議《逃犯條例》修訂的作品，向對條例草案表達不滿。作品以平面設計為主，創作人多於Facebook上標註了「#香港設計師反對逃犯條例修訂」，參與者包括黃炳培、黃倬詠、孫鴻傑等香港平面設計師。
6月7日，約50名香港設計師參與捷克布拉格主辦的國際舞台設計展時，表明反對香港政府修訂《逃犯條例》，呼籲參展的79個國家和地區的人士，關注香港的人身和創作自由。出席國際舞台設計展的香港舞台技術及設計人員協會主席徐碩朋，在其中一個活動舉起人紙便條紙，呼籲全球同業為香港人集氣加油，祝福香港的創作自由。

### 網絡界
6月8日，YouTuber大J上載影片，呼籲觀眾參與民陣6月9日反修例遊行。

### 漁農界
立法會漁農界議員何俊賢及香港漁民團體聯會於6月9日號召20艘漁船，在維港發起海上巡遊，以支持政府修例。

### 其他界別
賽馬界發表反對修例聲明，為其首次就政治議題發表聯署聲明。

## 媒體報導偏頗爭議

### 無綫電視

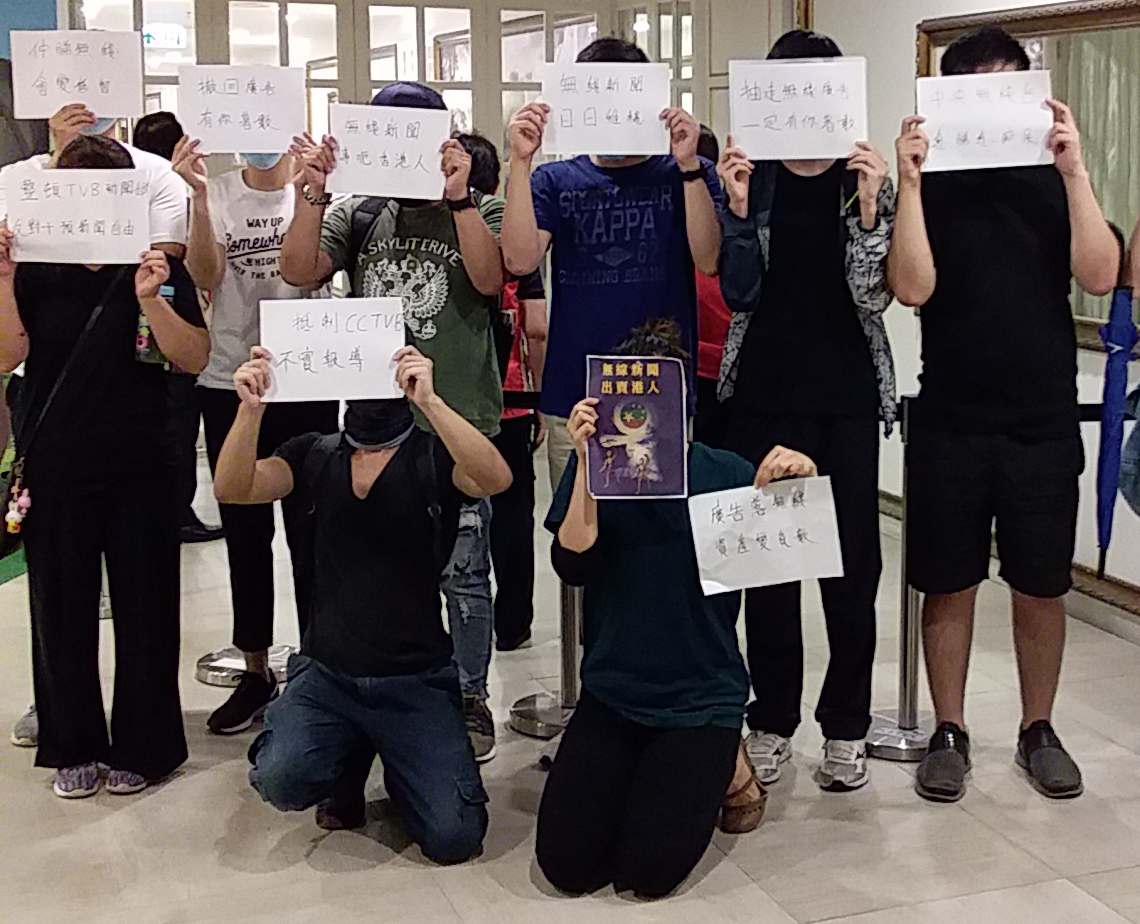
部份網民因反對無綫新聞就《逃犯條例修訂草案》之報道手法，於2019年7月10日手持自製標語及海報到《港姐佳麗見面會》會場外抗議

無綫電視雖然沒有就《逃犯條例》修訂風波作出任何立場，惟《東張西望》主播林泳淘因3月底在Instagram呼籲參加3月31日第一次反對修例遊行後，自4月沒再在《東張西望》出現，直至6月1日才「復出」。在《逃犯條例》修訂風波中，無綫電視被反對修例一方指責其報道偏袒政府以及製作「假新聞」，引起市民不滿。
在7月10日，2019年度香港小姐佳麗會晤新聞界期間，約有20名網民到九龍灣國際展貿中心外聚集，並手持自製標語及海報到場，有參與者認為電視台的新聞扭曲受訪者之立場，故到場表達不滿，並抵制電視台的所有節目及活動，而有關的行動將持續進行，直至電視台能客觀持平報道新聞為止，而抗議人士亦一度呼喊「無線新聞，出賣港人！撤回廣告，有你著數！」之口號，以呼籲廣告商勿再斥資於無綫電視投放廣告。在活動進行期間，電視台及商場加派保安駐守，亦有警車停泊於場外戒備。
通訊事務管理局截至6月至今收到大概12000宗涉及無綫電視的投訴，主要涉及《逃犯條例》修訂和其他有關事件的新聞報道，而無綫電視亦因此被多個品牌撤回廣告。無綫電視於7月11日發表聲明，對其中一個品牌寶礦力發表撤回廣告言論感極度遺憾，但無綫電視發言人於7月10日接受《環球時報》訪問時，表示寶礦力討好示威者向暴力低頭。無綫電視亦因此向新聞部員工加薪，以穩定軍心。
寶礦力撤回在TVB的廣告的消息一出後，大批中国大陆網民便到寶礦力的新浪微博「洗版」，認為寶礦力水特是支持「港獨」、要求對方「滾出中国」。前行政長官、現任全國政協副主席梁振英谴责称「寶礦力黑白不分」，呼籲全國消費者全面抵制寶礦力。

### 香港電台、有線電視、商業電台
8月12日，約30人到通訊事務管理局辦公室遞交請願信，不滿及抗議3個傳媒在報道衝突時有不實，煽動青年，他們拉起橫額及展示標語牌，內容大致指香港電台、有線電視、商業電台「巔倒黑白」、「心懷不軌」。請願者發言人指，過去兩個月來，反修例引發的連串衝突及暴力事件，令香港市民的正常生活受到影響，如堵路及不合作運動，令到廣大市民上班受阻，生計大受影響，作為負責任的傳媒，應該將事實公平，公正及公開地如實報道，而不是偏袒一方，黑白不分。
8月13日，大約30名市民到香港電台電視大廈抗議，不滿港台的報道偏頗。發起人表示，他們是自發到場，不滿港台是政府部門，用公帑運作，但卻播放「反共訊息」，報道偏頗，個別記者如利君雅出席政府記者會期間，向特首林鄭月娥提問時並「不尊重」，例如要求林鄭月娥「講人話」等。港台發言人表示，已清楚知悉請願人士的意見。

## 修例前相关各方之反應

### 台湾
2019年3月，立法院通過提案，要求香港逃犯條例修訂只加入臺灣。此外，港府提出修例草案後，陆委会表示不会在“臺灣屬於中华人民共和国”前提下作任何关于嫌犯移交之安排。5月9日，中華民國大陸委員會質疑香港政府若修法，將來台灣人赴港恐重演李明哲事件，擔憂香港一国兩制及法制受損，又強調不會在香港政府逃犯條例修法前提下與港府協商；就算修法通過，赴港或在港台灣人被移送到中華人民共和國的威脅未排除前，政府也不會同意港女命案凶嫌移交。中華民國政府又指出，台灣方面在潘曉穎命案發生後就用盡一切努力處理，然而港方均不回應台方於2018年3月、5月及12月共3次司法請求，例如提供疑犯資料、證據交付、代為訊問等。此外，美國、英國、加拿大政府及國際商會、團體也相繼對修法表達關切，擔心修法後恐將使得在港人士被移送到人權狀況有争议的中國大陸，導致個人人權、人身安全受到威脅。中華民國大陸委員會副主委兼發言人邱垂正說，儘管各界對修法表示疑慮及關切，然而香港政府依然一再堅持修法，且無視各方所提供的「能夠兼顧人權保障、彰顯公義」的相關建議，不禁令人質疑修法是否真如外界的傳言，是別有政治圖謀。中華民國大陸委員會副主委兼發言人邱垂正指，香港中聯辦和港澳辦先後公開支持修訂逃犯條例，不但無法緩解各方疑慮，更證實了民眾的憂慮恐懼確實存在。
5月9日，中華民國大陸委員會聲明：不會在逃犯條例修法前提下與港府協商；即使修法通過，赴港或在港國人被移送到中國大陸的威脅未排除前，政府也不會同意港女命案凶嫌移交。
5月17日，中華民國大陸委員會港澳處處長杜嘉芬回應修例直上立法會大會時形容是「暗渡陳倉」、“罔顧民意”，質疑香港“全面被中共管治”，不排除在香港通過修例後發出旅遊警告。
6月11日，臺灣19個人民團體聯署要求政府制裁香港警察及公務員，其入境申請要依照大陆人民標準。
6月13日，總統蔡英文表示，《逃犯條例》侵害人權，也侵犯了中華民國的主權，拒絕以修法為前提的個案移交，雙方合作打擊犯罪，不能以侵害人權的法案為前提「我們不會接受，也不願成為這個惡法的幫兇。」
6月15日，中華民國外交部長吳釗燮於推特上發文，對香港追求人權與自由所受到的攻擊感到難過，呼籲林鄭月娥必須聽取人民聲音，並負起完全責任；痛罵港府再次用台灣當藉口是「不道德、無法接受、也可恥」，呼籲港府應擁抱民主、站在歷史對的一邊。
6月15日，中華民國大陸委員會聲明：港府暫緩「逃犯條例」修訂案是懸崖勒馬。台灣不可能同意侵害人權自由及國家主權的「逃犯條例」。「逃犯條例」企圖將臺港司法互助問題納入一個中國框架，侵害台灣主權、侵害人權自由，台灣反對「逃犯條例」披著司法外衣的政治圖謀。
6月15日，中華民國法務部駁斥香港政府：香港政府以回應臺灣所提司法互助與遣送嫌犯的請求做為藉口，驟然提出一個引發國際間高度質疑之逃犯條例，其修例方向逾越單純之臺港間個案司法互助及逃犯移交，法務部不予苟同，亦絕不可能基於該逃犯條例，與香港進行任何逃犯移交事宜。15日香港政府又以臺灣不接受該逃犯條例引渡人犯做為口實暫緩修例云云，意圖模糊該條例違反人權疑慮之焦點，妄扯臺灣之個案爭議，其推諉、卸責之舉，法務部嚴正駁斥。只有在確保人權及堅持平等、尊嚴、互惠之基礎上，才足以推動建立雙方司法合作機制。若捨此不為，罔顧民意，恣意妄為，即無從進行任何司法合作。
6月17日，立法院各党团通过决议，针对香港「逃犯條例」修訂案发表共同声明，声援香港人民的民主自由诉求，谴责港府武力对待群众运动，呼吁港府应撤回「逃犯條例」修訂案草案。

### 中国大陆
3月13日，公安部前副部长陈智敏稱，從中国大陆逃到香港的重要罪犯達300多人，全部「有名有姓」。
5月8日，外交部發言人耿爽回應美中經濟與安全審查委員會研究報告時表示，香港事務完全是中國內政，反對外國勢力干涉香港事務，有關組織對中國一向充滿偏見，他們的所謂報告和說法不值一駁。5月10日，新華社報導香港逾22萬市民聯署支持修訂《逃犯條例》。5月11日，全國人大常委會香港特區基本法委員會副主任張勇回應傳媒提問時表示，支持香港特區政府修訂《逃犯條例》，與內地、澳門及台灣建立完備的區際司法協助關係，將犯罪分子繩之以法。
5月14日，香港中聯辦主任王志民主持中聯辦領導班子會議，傳達學習中共中央總書記習近平在全國公安工作會議上的「重要講話精神」。會議中提到逃犯條例，認為香港特區政府提出修訂條例「既有法理依據又有現實迫切需要」，認為修例是「落實基本法的應有之義」，又說「香港廣大市民一定能夠在了解事實『真相、真情、真理』中，拒絕和抵制別有用心的『蠱惑謠言』和『人為製造的恐慌』」。
5月15日，香港中聯辦及國務院港澳事務辦公室先後表達對修訂《逃犯條例》的支持。民主思路召集人湯家驊是日帶同30名黨友訪京拜訪港澳辦，當他們與港澳辦主任張曉明會面時，張曉明主動提及支持港府修訂《逃犯條例》並稱修例「涉及中央和香港關係，合適、合理、合法」、「有迫切性」。而中聯辦更一度發出緊急通知，召集一群港區全國人大代表及港區全國政協委員在5月17日到中聯辦於西環的辦公地點接收「重要指示」，要求各界全力支持香港政府，又呼籲「愛國陣營」（指香港建制派）製造支持政府的輿論聲勢，包括在報章發「懶人包」賣廣告、撰文、街邊宣傳等。有獲邀出席的建制派人士稱，由於特首林鄭月娥提出修例事件引發了大規模的反對行動，修例事件已涉及政府的「管治威信」問題，導致中央插手事件。
5月17日，下午時份，王志民及7名香港中聯辦副主任相約港區全國人大代表、全國政協委員等，在中聯辦召開了歷時1小時45分鐘「工作會議」。全國人大常委譚耀宗引述王志民稱中共中央支持修訂逃犯條例，中共中央總書記習近平、中央政府全力支持港府依法修例填補法律漏洞，譴責反對修例的言論是「煽惑人心、造謠」，並認為在被召來開會的全國人大代表及全國政協委員當中，有部分人「糊塗」，不清楚中央態度。同一場合中，港區全國人大代表黃友嘉指中聯辦稱，歡迎就修訂提意見，但不包括引入「港人港審」或暫緩修訂條例，尤其是王志民在會上明言「港人港審」不可行，只可以就「微調」給予意見。示威者則在中聯辦門口不滿「西環下聖旨」。
5月21日，中共中央政治局常委、国务院副总理韩正會見香港福建社團聯會訪京團的時候表示中央政府完全支持香港特區政府就修訂《逃犯條例》展開工作，修例亦合乎基本法，希望社會各界理性討論，並且讚揚林鄭月娥敢於擔當。
5月22日，中聯辦副主任陳冬在歷時約一個半小時的第二場宣講會上，會見約260名社團或組織的領袖，表示要統一戰線，全力支持港府，而各界領袖的表現如何、能否推動修例通過，將會成為今年「加分位」。港區人大代表葉國謙還引述陳冬說，希望大家做到習近平要求的「四個帶頭」：帶頭凝聚人心、向社會解釋修例情况、澄清誤解和別有用心者對條例的抹黑、支持特區政府依法施政。
6月10日，中华人民共和国外交部发言人耿爽主持例行记者会，有記者就2019年6月反对逃犯条例修订草案游行提問，耿爽回應稱中华人民共和国国务院继续坚定支持香港特区政府推行《逃犯條例》和《刑事互助條例》的修订工作。
6月12日，中华人民共和国驻英国大使劉曉明在BBC接受訪問時說，中央政府從未要求香港特區政府修改逃犯條例，但不會主動要求特區政府撤回條例，並稱特區政府就修例徵求民眾意見，支持修例比反對多；香港總有內部及外部勢力挑起事端。
6月14日，中华人民共和国外交部副部长乐玉成就美方对香港特区政府推进修订《逃犯条例》和《刑事事宜相互法律协助条例》的“不负责任言行”，紧急召见美国驻华使馆临时代办傅德恩提出严正交涉。
6月15日，国务院港澳事务办公室发言人以及外交部发言人耿爽对林郑月娥宣布暂缓修例工作的决定表示支持、尊重和理解。
6月16日，香港中聯辦仍然緊急召集全國人大代表、全國政協委員會面。中聯辦主任王志民在會上指修例原意正確，但有外國勢力不斷干預和抹黑，稱暫緩修例有利於日後繼續修訂工作，有利紓緩社會矛盾，有利揭露反對勢力真實目的是反對政府。他更不點名批評個別建制派「爭曝光」，在林鄭月娥宣佈暫緩一事上「出風頭」。
9月6日，中國國務院總理李克強在北京與德國總理默克爾會談時，回應香港修例風波，中國希望香港避免出現動盪。李克強說：「中國政府堅定不移維護一國兩制、港人治港、高度自治，而且支持特區政府依法止暴制亂、恢復秩序」。這是自6月開始反修例示威持續3個月以來，中國最高層領導人首次正式回應香港修例風波。

### 澳門
香港政府提案修訂《逃犯條例》後引發社會廣泛爭議，人們憂慮修例後香港居民的基本人權將無法得到保障，有多個問題亦因此在澳門呈現或被重提，包括：「澳門政府是否應重新考慮或何時會重提2015年具有爭議性且於2016年撤回的《區際刑事司法協助法》法案」、「目前對該法案的研究進度如何」、「與香港和中國內地商討協議的情況如何」、「澳門政府會否照搬香港的一套」，以及「當局又會如何避免香港政府在修例時遇到的極大爭議」等。此外，有意見提倡「澳人澳審」，規定應由中國內地委託澳門法院審判澳門居民的犯罪行為，以取代移交逃犯。澳門律師公會會長華年達認同其可行性，並指出外國亦有同類個案。他亦表示澳門談及有關議題仍言之尚早，律師公會會繼續留意香港的情況，亦認為政府如在提案前先公開諮詢是個好方法，但難言是否會有效益。
澳門媒體《訊報》有評論聲稱，由於澳門有不少金融和航運業務都依賴香港，故若《逃犯條例》的事件不能被妥善處理，澳門的經濟將會有重大影響；亦有評論批評，由建制派組成大多數的香港立法會不再維護港人的權利和自由，以及不再以香港的長遠利益為優先，只會「盲目地跟從和支持中央政府，損害一國兩制」。
有在6月9日前往香港參加遊行的澳門人認為「覆巢之下必無完卵」，因香港的修例與同屬「一國兩制」框架下的澳門是「唇亡齒寒」的關係，故澳門人基於責任或道義上都需要與香港人一起發聲，以守護自由空間，又表示如果香港失守，澳門一定尾隨其後。
澳門民主派立法會議員蘇嘉豪對香港的形勢表示非常關心和痛心，他形容港澳關係唇亡齒寒，澳門不可能獨善其身，又呼籲香港政府撤回逃犯條例草案。民主政治組織澳門民主發展聯委會發聲明稿促請香港當局撤回逃犯條例的修訂，並籲請中央政府緊守一國兩制的承諾，該會表示反對暴力，但當香港政府漠視100多萬人以和平理性的方式進行的遊行示威，市民則只能令部份人感到和平理性的方式表達訴求已經無法阻止惡法的通過，改而採用更激烈的行動，而這種衝突並不利於市民、警方以至整個香港社會。該會又指警方「濫用暴力」，「以對人身體有重大傷害的武器來對付示威者」。

## 國際迴響

### 國際組織

#### 歐盟
2019年5月24日，歐洲聯盟代表歐洲28個成員國，透過其駐港澳辦事處11名代表與行政長官林鄭月娥會面，表示關注及擔憂香港政府修訂《逃犯條例》，並罕有地向香港政府正式發出外交照會以示抗議。特首林鄭月娥回應指聽不到對方對修例有什麼實際憂慮，對方只是宣示立場，失去具體討論空間。
歐洲議會在7月18日通過決議案，除了敦促港府撤回修訂逃犯條例，以及直選行政長官與立法會以改革選舉制度，亦促請歐盟成員國禁止向香港出口「人群管制裝備」及「非致命武器」，是香港首次被歐洲議會通過列入武器禁運地區。

#### 七大工業國集團（G7）
2019年8月26日，七大工業國集團（G7）發表聯合聲明，重申《中英聯合聲明》的存在與重要性，並呼籲避免暴力。
| The G7 reaffirms the existence and the importance of the 1984 Sino-British agreement on Hong Kong and calls for avoiding violence. |

### 其他國家
英國組織「香港監察」在網上刊登一封由來自6個國家（英國、美國、德國、馬來西亞、加拿大、奧地利）的15名國會議員聯署信，要求港府撤回修訂，他們認為台灣殺人案可以根據法律學者及立法會議員提出的替代方案處理，以便有更多時間考慮是否需要修例。信中又指現有的引渡條例有助捍衛法治，確保中港法律差異體制間設有保障。
全球多個國家包括加拿大、美國、澳洲、日本、英國和德國等17個城巿（包括多倫多、溫哥華、卡加利、紐約、洛杉磯、三藩巿、華盛頓、波士頓、芝加哥、墨爾本、悉尼、布里斯本、珀斯、坎培拉、倫敦、柏林、東京）的公民社會團體，已表明於6月9日在當地發起「全球反送中遊行集會」。澳洲珀斯率先於6月8日舉行首場海外反送中遊行。
英國在6月25日宣布暫停向香港出口防暴裝備，直至港府徹底釋除違反人權及基本自由的疑慮。

#### 美國
美國國務院發表聲明指，密切關注香港政府修例。他們指，若持續破壞一國兩制，將影響香港在國際事務中的獨特地位。聲明強調，他們在2018年發表的「中國人權報告」中，列出多宗中國大陸法律制度侵犯人權和行為的個案，顯示中國大陸在尊重法治方面普遍倒退。他們又指香港多個民間組織及協會，包括大律師公會，香港美國商會等，都表明反對修例，認為當局應該尊重不同政見及言論自由。美國國務院指，香港必須尊重《基本法》所列明，港人擁有的言論自由及和平集會權利，希望法院和法官能夠按照傳統，作出獨立和公平判決。6月11日，美國國務院發言人摩根·奥塔格斯指「一國兩制」持續被侵蝕，威脅到香港國際上長期擁有的特殊地位。據《路透》引述國務院官員補充，奧特加斯所指的特殊地位即被稱為《香港關係法》的《美國－香港政策法》。
美中經濟與安全審查委員會（USCC）發表8頁研究報告，指《逃犯條例》一旦通過，北京在港影響力會增加，加速侵蝕港人治港。他們更認為，修例會對美國構成極大風險，有機會違反《美國－香港政策法》多項重要條款。例如美國海軍在香港港口泊岸，或會面臨被拘留或逮捕的風險。
美國國會及行政當局中國委員會8名參議員和眾議員聯署向特首林鄭月娥發信，促請撤回修訂《逃犯條例》，警告一旦外國公民被置於引渡到中国大陆之風險中，美國與其他跨國企業有可能會選擇將其總部從香港搬遷到亞太區內另一城市。

#### 德國
德國聯邦外交部次長Niels Annen認為逃犯條例修訂不論對香港還是德國而言都有巨大影響，指香港政府今次修例對「一國兩制」在香港實施有極大衝擊，擔心外商包括德國商人在香港的營商環境會急劇轉壞，憂慮香港通過修例後的前景，他亦指逃犯條例修訂可能影響德國與香港簽訂的移交逃犯協議，甚至可能取消協議。墨卡托中國研究中心學者指，立法會議員被取消資格，令香港司法制度在國際上失去聲譽。

#### 加拿大及英國
加拿大全球事務部發言人Guillaume Bérubé在4月18日接受環球郵報採訪時表示「嚴正關注」香港逃犯條例修訂，並表示會放加拿大公民人身安全在首位。香港保安局回應時則強調，修例建議絕不影響香港與加拿大現行移交逃犯的協定。
英國外相侯俊偉及加拿大外長方慧蘭罕有發表聯合聲明，憂慮修訂逃犯條例會損害港人權利和自由，波及大量居港的英及加公民，並影響國際聲譽。
英國首相文翠珊表示香港的引渡條例需要符合《中英聯合聲明》。6月17日第十次中英經濟財金對話揭幕，文翠珊與中國國務院副總理胡春華會面，其間提及近日香港的反修訂《逃犯條例》示威活動，強調必須尊重具法律約束力的《中英聯合聲明》，保障香港的權利和自由。
6月25日，英國外相侯俊偉在國會答辯時說，英國要求香港就6.12衝突進行獨立調查，在調查有結果及解決英國對香港人權的關注前，英國不會批准再向香港出口人群管制設備。他又透露，有直接向林鄭月娥表達英國對6.12衝突的關注，并认为“香港发生的一切，是对中国未来走向的试金石”。

#### 日本
6月27日，日本首相安倍晉三會晤前來大阪出席20國集團（G20）峯會的中华人民共和國領導人習近平時，當面向對方提到香港的反修例爭議。其表示，一國兩制下香港自由繁榮很重要。

## 後續
2023年7月，行政長官李家超接受now新聞台節目《大鳴大放》專訪，表示目前社會的共識是集中經濟發展下，任內肯定不會再推動修訂逃犯條例，重點是為基本法23條立法。

## 相關案例

### 澳洲
2007年，中华人民共和國和澳洲政府簽訂《中澳引渡條約》，然而至今仍然未完成本地立法，條約無法執行，因為澳洲方面憂慮中方無法保證疑犯引渡至中华人民共和國後不會受到「不公或壓迫」或其他不人道對待。

### 新西蘭
疑犯金京燁是在韓國出生的新西蘭永久居民，他涉嫌2009年在上海殺害一名20歲中國大陸籍女子後潛逃到新西蘭，中華人民共和國政府其後尋求新西蘭當局引渡疑犯至中華人民共和國受審，新西蘭在2015年表示同意。
前司法部長亞當斯（Amy Adams）曾兩度下令將該疑犯引渡到中華人民共和國，但疑犯的律師強調，難以確保當事人在當地得到公平審訊，要求法院覆核政府的決定。新西蘭上訴法院基於不信任中國大陸的人權紀錄及司法制度，下令新西蘭政府重新考慮，若然政府堅持必須上訴至最高法院。 
上訴法院法官溫克爾曼（Helen Winkelmann）稱，中華人民共和國的刑事司法制度與新西蘭不同，表示「新西蘭有責任根據國際法，拒絕將一個人送到一個他們將有很大風險會受到‘虐待’，或無法獲得公平審訊的國家。」

### 澳門
2006年，澳門特區政府制訂《刑事司法互助法》，容許特區政府在中华人民共和国国务院的協助及授權下，與中國以外的國家或地區進行刑事司法互助，然而該法律沒有將中國內地、香港及台灣包含在刑事司法互助當中。2015年，澳門特別行政區行政會完成討論具有爭議性的《區際刑事司法協助法》法案並交給澳門立法會審議，其中較為重要的爭議點是「如何確保澳門人的權益」，然而該法案並沒有充足的保障人權的原則，例如政治性質的罪行以及地澳門居民不移交等。此外，當年政府沒有就法案公開諮詢，在社會上亦沒有廣泛的討論。
2016年6月，澳門政府突然主動撤回法案，並作出以下解釋：「不同的司法管轄區的法律制度存在很大的差異，法案需要在充分考慮這些差異，以及維持自身法律制度的完整性之間尋求平衡點……澳門與內地、香港特區仍就刑事司法協助進行協商，特區政府認為仍需對《區際刑事司法協助法》法案進行深入研究。」該法案內容一直不為大眾所知，人們只能從當年行政會介紹法案的有關報道去了解，且當局更拒絕依法向議員提供法案內容，澳門立法會主席也聲稱議會當年未有存檔故無法提供。

### 相關人物
- 反對逃犯條例修訂草案運動各方代表人物列表
- 反對逃犯條例修訂草案運動相關嚴重傷亡事件

### 引發的遊行和示威活動
- 反對逃犯條例修訂草案運動
- 反對逃犯條例修訂草案遊行列表
- 2019年6月9日反對逃犯條例修訂草案遊行
- 反對逃犯條例修訂草案佔領行動
- 2019年6月16日反對逃犯條例修訂草案遊行
- 香港學界反對逃犯條例修訂草案圍堵行動
- 2019年香港七一衝突
- 2019年7月7日反對逃犯條例修訂草案遊行
- 2019年7月14日香港反對逃犯條例修訂草案遊行
- 2019年7月21日香港反對逃犯條例修訂草案遊行
- 香港之路

### 其他相關條目
- 香港特別行政區基本法第二十三條：2003年草案中，顛覆及分裂国家罪可延伸適用於香港永久居民的域外作為[413]
- 香港維護國家安全法
- 澳门维护国家安全法
- 中國大陸與香港矛盾
- 中國大陸與香港關係

被指從香港被帶至中國大陆的人士
- 肖建華[414]
- 李波、銅鑼灣書店股東及員工失蹤事件